# 18. April
Der 18. April ist der 108. Tag des gregorianischen Kalenders (der 109. in Schaltjahren), somit bleiben 257 Tage bis zum Jahresende.

## Ereignisse

### Politik und Weltgeschehen
- 0588: Die oströmischen Truppen an der persischen Grenze meutern gegen den neuen Heermeister Priskos, nachdem Kaiser Maurikios eine Kürzung der Soldzahlungen angekündigt hat, um so seine Feldzüge auf dem Balkan gegen plündernde Slawen und Awaren finanzieren zu können. Die Perser können diese Lage aufgrund eigener militärischer Probleme jedoch nicht ausnutzen.
- 0680: Yazid I. wird nach dem Tod seines Vaters Muʿāwiya I. zweiter Kalif der Umayyaden. In weiten Teilen des Reiches wird er jedoch aus Opposition gegen die Erblichkeit des Kalifats nicht als rechtmäßiger Herrscher anerkannt.

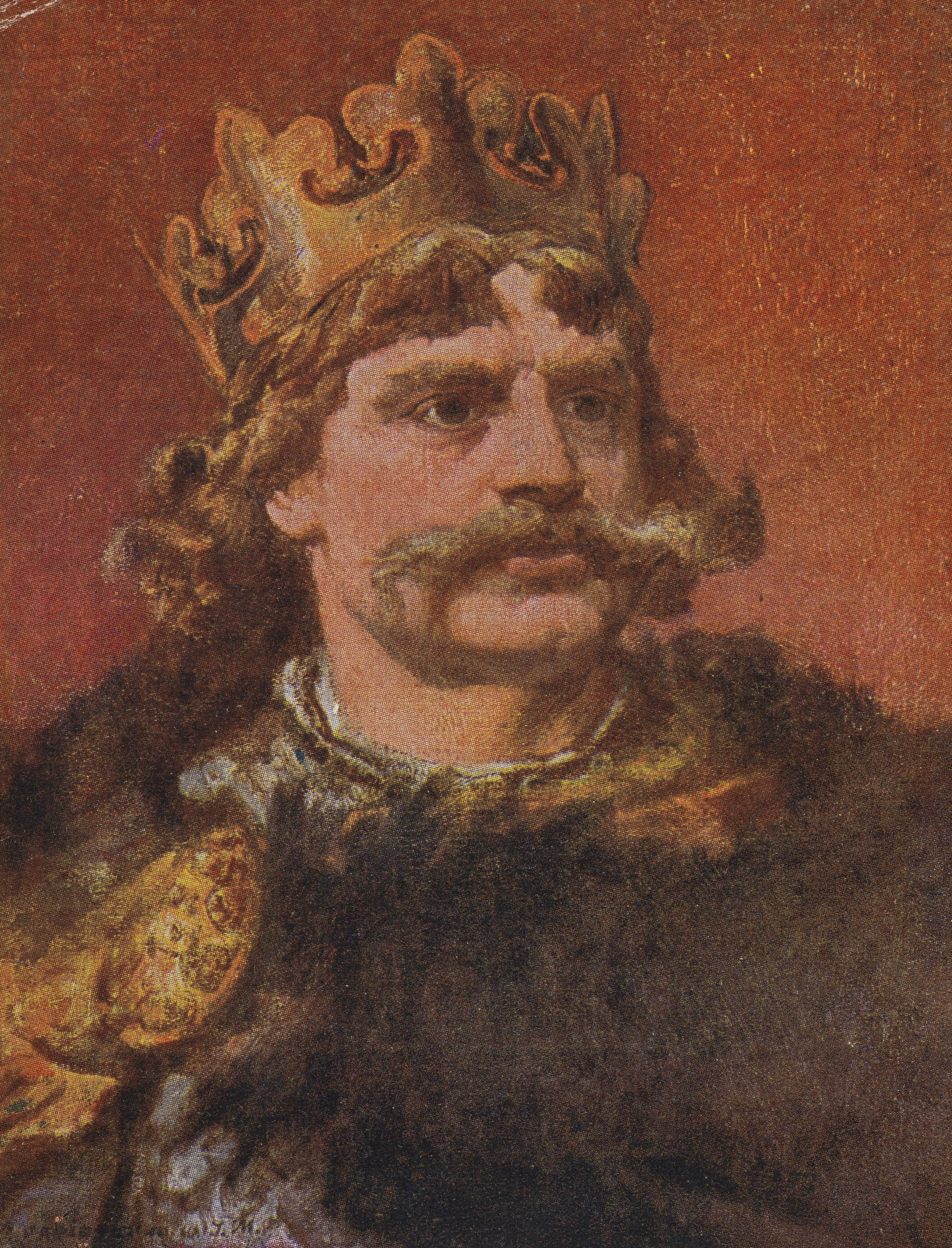
1025: Bolesław I.

- 1025: Bolesław Chrobry wird von einem päpstlichen Gesandten in einer Wiederholungszeremonie nach 1000 zum ersten polnischen König gekrönt. Der im Jahr zuvor gestorbene Kaiser Heinrich II. hat dies als entschiedener Gegner einer Erhebung Bolesławs bis dahin verhindert.

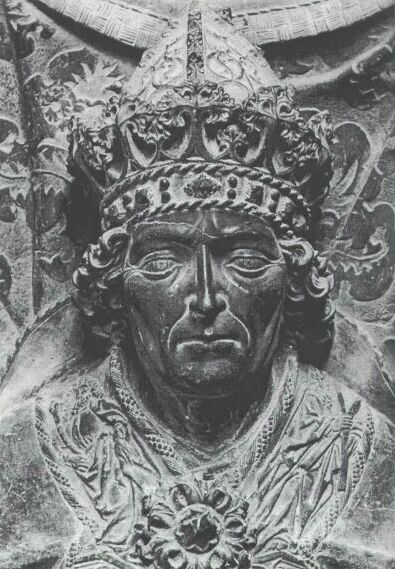
1328: Ludwig der Bayer

- 1328: Kaiser Ludwig der Bayer erklärt in Rom den in Avignon residierenden Papst Johannes XXII. für abgesetzt. Er reagiert damit auf seine am 27. Oktober 1327 durch den Papst getroffene Einstufung als Ketzer.
- 1415: Die Berner können kampflos in Zofingen einziehen, was die Stellung der Habsburger gegenüber den Eidgenossen schwächt und den Grundstein für den Berner Aargau bildet.
- 1417: Friedrich VI., bislang Burggraf von Nürnberg, erhält das Kurfürstentum Brandenburg als erbliches Lehen und wird Kurfürst des Heiligen Römischen Reichs. Als Markgraf Friedrich I. begründet er die brandenburgische Linie der Hohenzollern.
- 1518: Bona Sforza, jüngste Tochter des mailändischen Herzogs Gian Galeazzo Sforza, heiratet in Krakau König Sigismund von Polen und wird am gleichen Tag zur Königin von Polen gekrönt.
- 1685: Landgraf Karl von Hessen-Kassel erlässt die Freiheits-Concession, nach welcher französische Glaubensflüchtlinge bestimmte Vorteile bei Ansiedlung in seinem Lande erhalten.

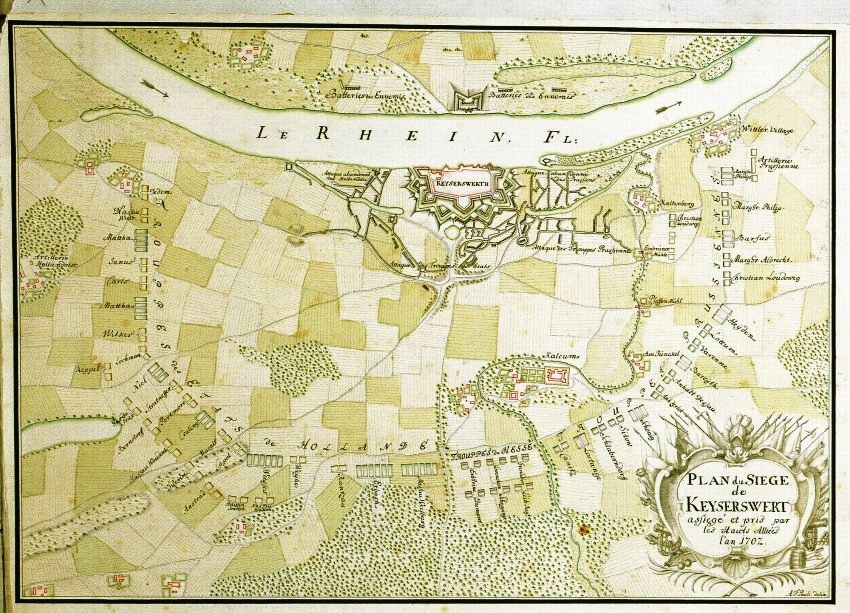
1702: Belagerung von Kaiserswerth

- 1702: Im Rahmen einer Reichsexekution beginnt die Belagerung von Kaiserswerth, das Kurfürst Joseph Clemens von Bayern den verbündeten Franzosen zur Zeit des Spanischen Erbfolgekriegs überlassen hat.
- 1797: Angesichts von Napoleon Bonapartes erfolgreichem Italienfeldzug schließen Frankreich und Österreich den Vorfrieden von Leoben. Vereinbart werden ein sechsmonatiger Waffenstillstand und verschiedene territoriale Veränderungen in Norditalien und Mitteleuropa. Ein endgültiger Friedensschluss erfolgt am 17. Oktober mit dem Frieden von Campo Formio.

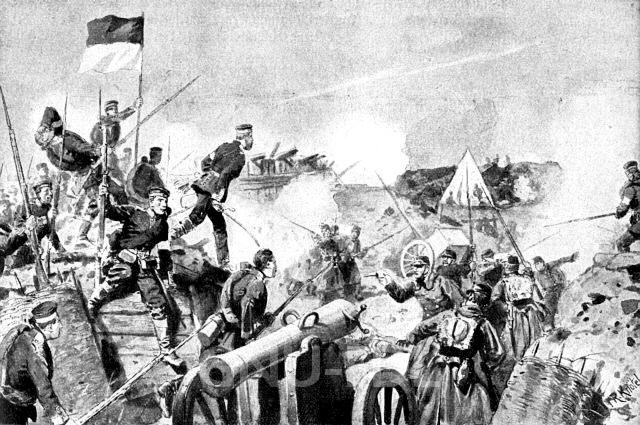
1864: Erstürmung der Düppeler Schanzen

- 1864: Die Preußen unter Friedrich Karl von Preußen erstürmen nach fast fünfwöchiger Belagerung die Düppeler Schanzen und fügen Dänemark damit die entscheidende Niederlage im Deutsch-Dänischen Krieg zu.
- 1913: Der SPD-Abgeordnete Karl Liebknecht macht im Deutschen Reichstag geheime Informationen öffentlich, die zum Kornwalzer-Skandal führen.
- 1930: In Chittagong (Britisch-Indien) bricht ein bewaffneter Aufstand gegen die britische Kolonialmacht aus, der nach einigen Tagen niedergeschlagen wird. In den 20-Uhr-45-Nachrichten verkündet der BBC-Nachrichtensprecher, dass keine berichtenswerten Ereignisse geschehen seien.
- 1941: Nach einem Streit mit König Georg II. in einer Kabinettssitzung unter dem Eindruck des deutschen Einmarsches erschießt sich der griechische Ministerpräsident Alexandros Koryzis. Offiziell wird jedoch verlautet, dass er an einem Herzinfarkt gestorben sei.
- 1942: Die Amerikaner starten im Pazifikkrieg überraschend einen von James Harold Doolittle geplanten Luftangriff auf Tokio. Der Doolittle Raid verursacht vergleichsweise wenig Schaden, führt aber zur Entwicklung des Ballonbombenprojekts in Japan.
- 1942: Auf Druck von Adolf Hitler wird Pierre Laval, der eine deutlich engere Zusammenarbeit mit dem Deutschen Reich fordert als Philippe Pétain, zum Ministerpräsidenten des Vichy-Regimes berufen.
- 1943: In der amerikanischen Operation Vengeance wird der für den Angriff auf Pearl Harbor hauptverantwortliche japanische Admiral Yamamoto Isoroku beim Anflug auf Bougainville abgeschossen und kommt dabei ums Leben.

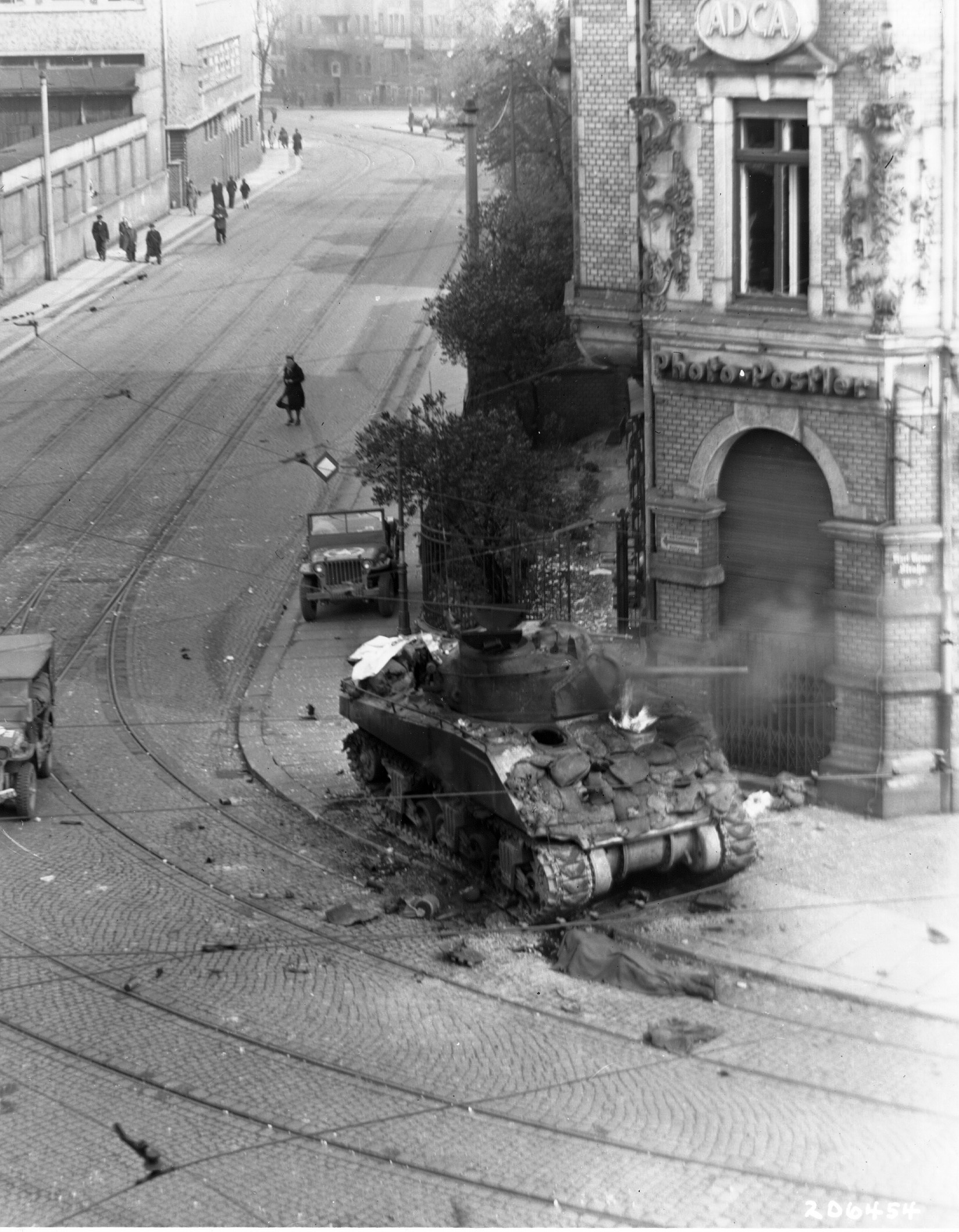
1945: Die Amerikaner in Leipzig

- 1945: Die Stadt Leipzig wird im Zweiten Weltkrieg von Einheiten der US-Armee ohne großen Widerstand besetzt. Sie schlagen ihr Hauptquartier im Hotel Fürstenhof auf. Robert Capa erstellte das Foto Der letzte Tote von dem gefallenen US-Soldaten Raymond J. Bowman, der im Haus Jahnallee 61, dem späteren Capa-Haus, zu Tode gekommen war. Beim Massaker von Abtnaundorf, einem Endphaseverbrechen wurden mindestens 80 KZ-Häftlinge aus dem KZ-Außenlager Leipzig-Thekla in der Nähe des Leipziger Stadtteils Abtnaundorf ermordet.
- 1946: Der Völkerbund löst sich auf Grund der Gründung der Vereinten Nationen im Vorjahr auf seiner 21. Sitzung selbst auf.
- 1947: Mit der bis heute größten nichtnuklearen Sprengung zerstört das britische Militär die Bunkeranlagen auf der Insel Helgoland. Die Insel verändert mit der Sprengung ihr Aussehen nachhaltig.
- 1949: Der Republic of Ireland Act tritt in Kraft. Damit tritt Irland aus dem Commonwealth of Nations aus und wird zur Republik. Erster Präsident ist der bereits 1945 inaugurierte Seán Ó Ceallaigh.

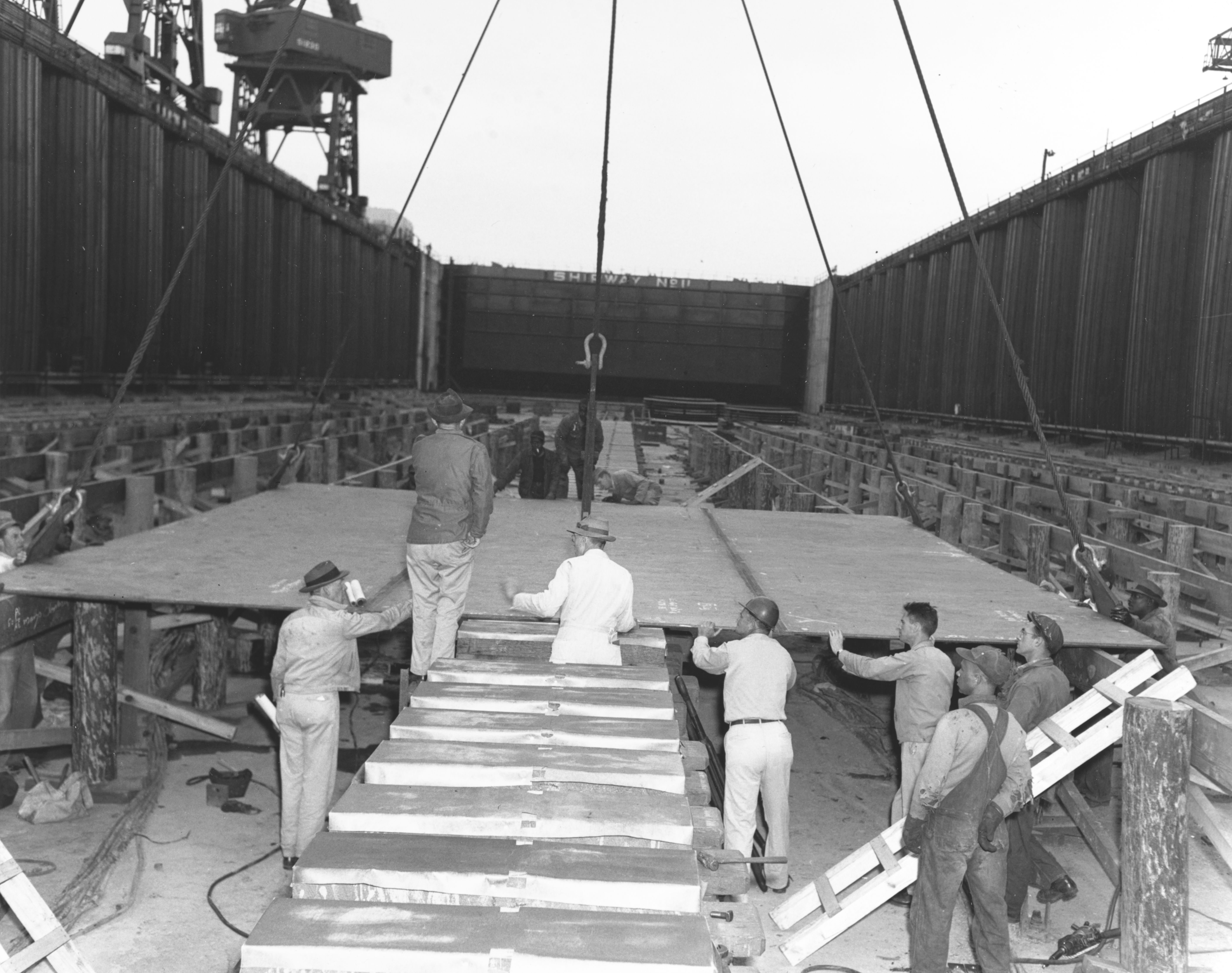
1949: Die Kiellegung der United States

- 1949: Die United States, der erste so genannte „Supercarrier“, wird im Dock der Newport News Shipbuilding and Drydock Company auf Kiel gelegt. Die Einstellung des Projekts am 23. April führt zum Aufstand der Admirale gegen die Militärpolitik der US-Regierung.

1951: Die Gründungsmitglieder der EGKS

- 1951: Der auf den Schuman-Plan des französischen Außenministers Robert Schuman zurückgehende Vertrag zur Gründung der Europäischen Gemeinschaft für Kohle und Stahl wird unterzeichnet. Aus der Montanunion, dem Vertrag über die Europäische Wirtschaftsgemeinschaft (EWG) und dem Vertrag über die Nutzung der Kernenergie entsteht später die Europäische Gemeinschaft.
- 1954: Nach der endgültigen Absetzung von Muhammad Nagib wird Gamal Abdel Nasser zum zweiten Mal Premierminister der Republik Ägypten.

1955: Teilnehmer der Bandung-Konferenz

- 1955: Auf Initiative von Gamal Abdel Nasser aus Ägypten, Jawaharlal Nehru aus Indien und Josip Broz Tito aus Jugoslawien treffen sich Abgesandte aus 23 asiatischen und 6 afrikanischen Staaten, die zusammen mehr als die Hälfte der Weltbevölkerung stellen, im indonesischen Bandung zu einer Konferenz. Auf der Bandung-Konferenz wird von Politikern erstmals der Begriff Dritte Welt in Abgrenzung zu den Politischen Blöcken der Ersten und Zweiten Welt gebraucht, und sie gilt daher als Initialzündung für die sechs Jahre später gegründete Bewegung der Blockfreien Staaten.
- 1974: Die Organisation der arabischen Erdöl exportierenden Staaten hebt – mit Ausnahme Libyens – das nach dem Jom-Kippur-Krieg gegen den Westen verhängte Öl-Embargo auf.

1980: Flagge Simbabwes

- 1980: Die britische Kronkolonie Südrhodesien wird auf Basis des Lancaster-House-Abkommens vom 21. Dezember des Vorjahres als Simbabwe ein unabhängiger Staat mit Robert Mugabe als Premierminister. Erster Präsident des Landes wird Canaan Banana. Gleichzeitig wird auch die neue Flagge Simbabwes eingeführt.

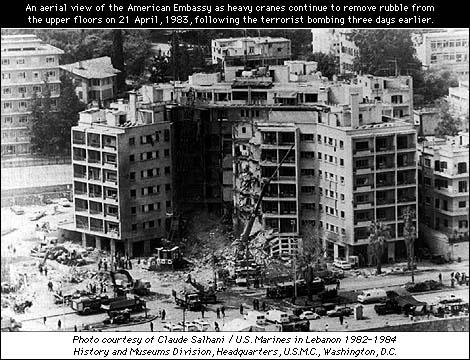
1983: Zerstörte US-Botschaft in Beirut

- 1983: Ein Selbstmordattentäter verübt im vom Bürgerkrieg geplagten Libanon einen Bombenanschlag auf die US-Botschaft in Beirut, bei dem über 60 Menschen sterben.

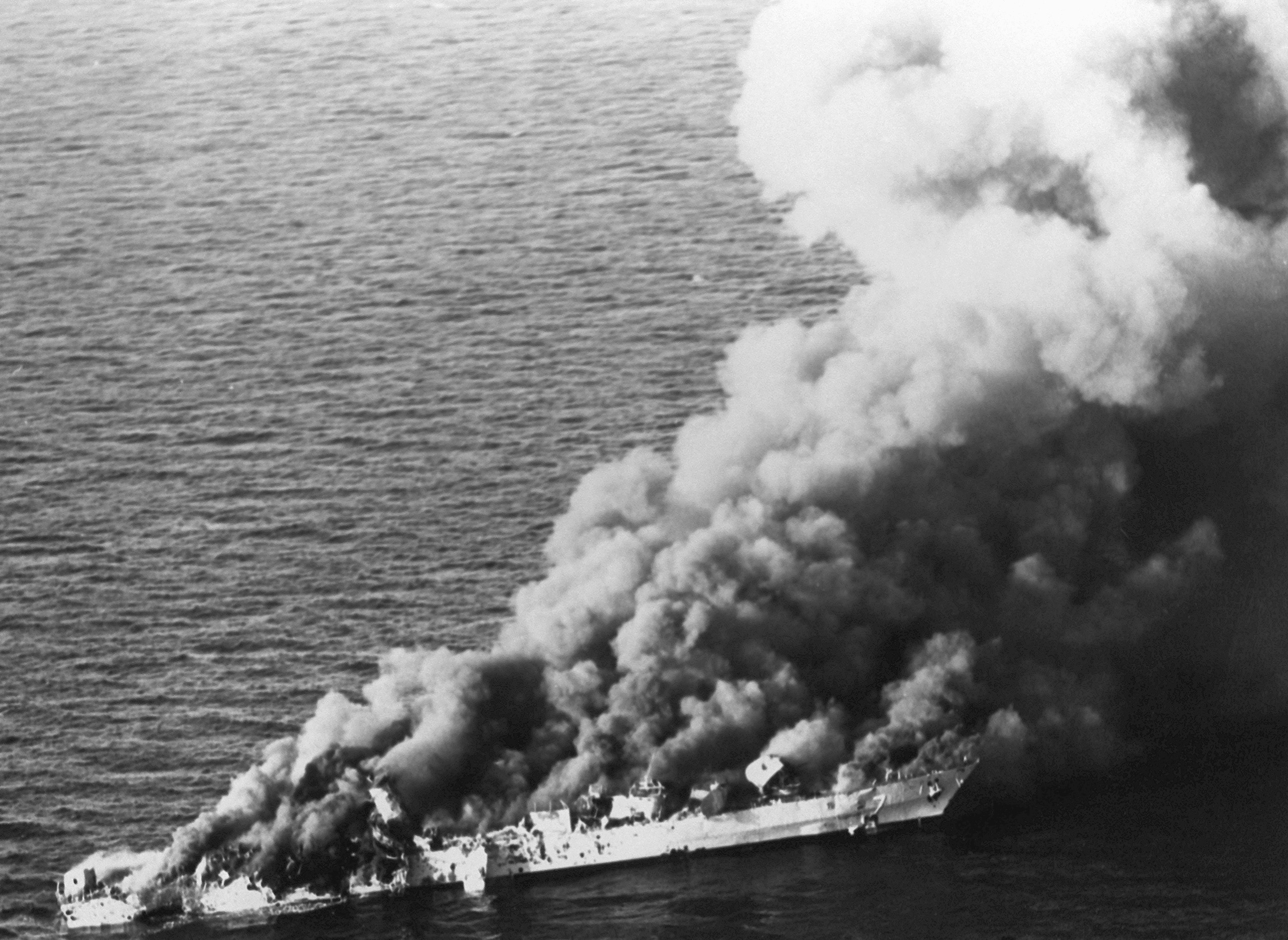
1988: Die brennende Fregatte Sahand während der Operation Praying Mantis

- 1988: Nachdem am 14. April die Samuel B. Roberts im persischen Golf auf eine iranische Mine gelaufen ist, führt die United States Navy den Vergeltungsschlag Operation Praying Mantis gegen die Iranische Marine. Die Seeschlacht verändert den Kriegsverlauf des Iran-Irak-Kriegs entscheidend, da Iran den Großteil seiner Marine verliert.
- 1996: Während der Operation Früchte des Zorns gegen die Hisbollah führt die israelische Armee einen Artillerieangriff auf das Dorf Kana im Libanon durch. Dabei wird eine Station der United Nations Interim Force in Lebanon getroffen, 106 Menschen, die sich dorthin geflüchtet haben, werden getötet, 116 weitere verletzt.

### Wirtschaft
- 1904: Die von Jean Jaurès gegründete französische Zeitung L’Humanité erscheint mit ihrer Erstausgabe. Das Blatt entwickelt sich zum langjährigen Zentralorgan der Kommunistischen Partei Frankreichs (PCF).
- 1934: In den Vereinigten Staaten wird der erste öffentliche Waschsalon eröffnet, vermutlich die Washateria im texanischen Fort Worth.
- 1972: Das japanische Unternehmen Roland wird gegründet. Es entwickelt sich rasch zu einem der wichtigsten Hersteller von Musikinstrumenten und Effektgeräten.
- 2005: Das Softwareunternehmen Adobe Inc. gibt den Kauf des Unternehmens Macromedia für 3,4 Milliarden US-Dollar bekannt. Die Transaktion wird am 3. Dezember 2005 beendet.

### Wissenschaft und Technik
- 1831: Die University of Alabama nimmt gleich nach der Eröffnungsfeier ihren Lehrbetrieb auf.

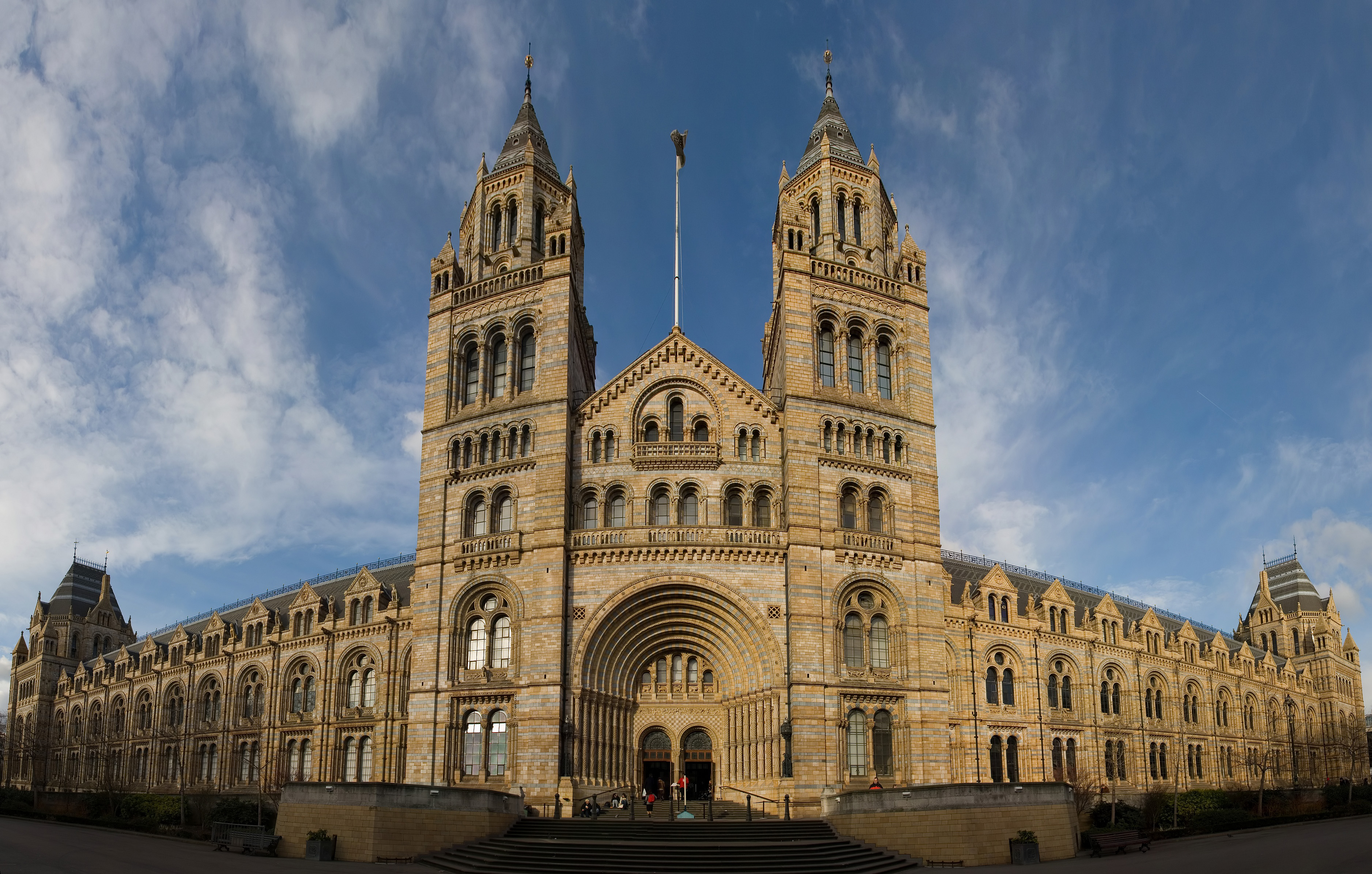
1881: Natural History Museum

- 1881: In London wird das Natural History Museum eröffnet, bis heute eines der größten naturhistorischen Museen der Welt. Grundstock des Museums bildet die naturkundliche Sammlung des Physikers und Kuriositätensammlers Hans Sloane.

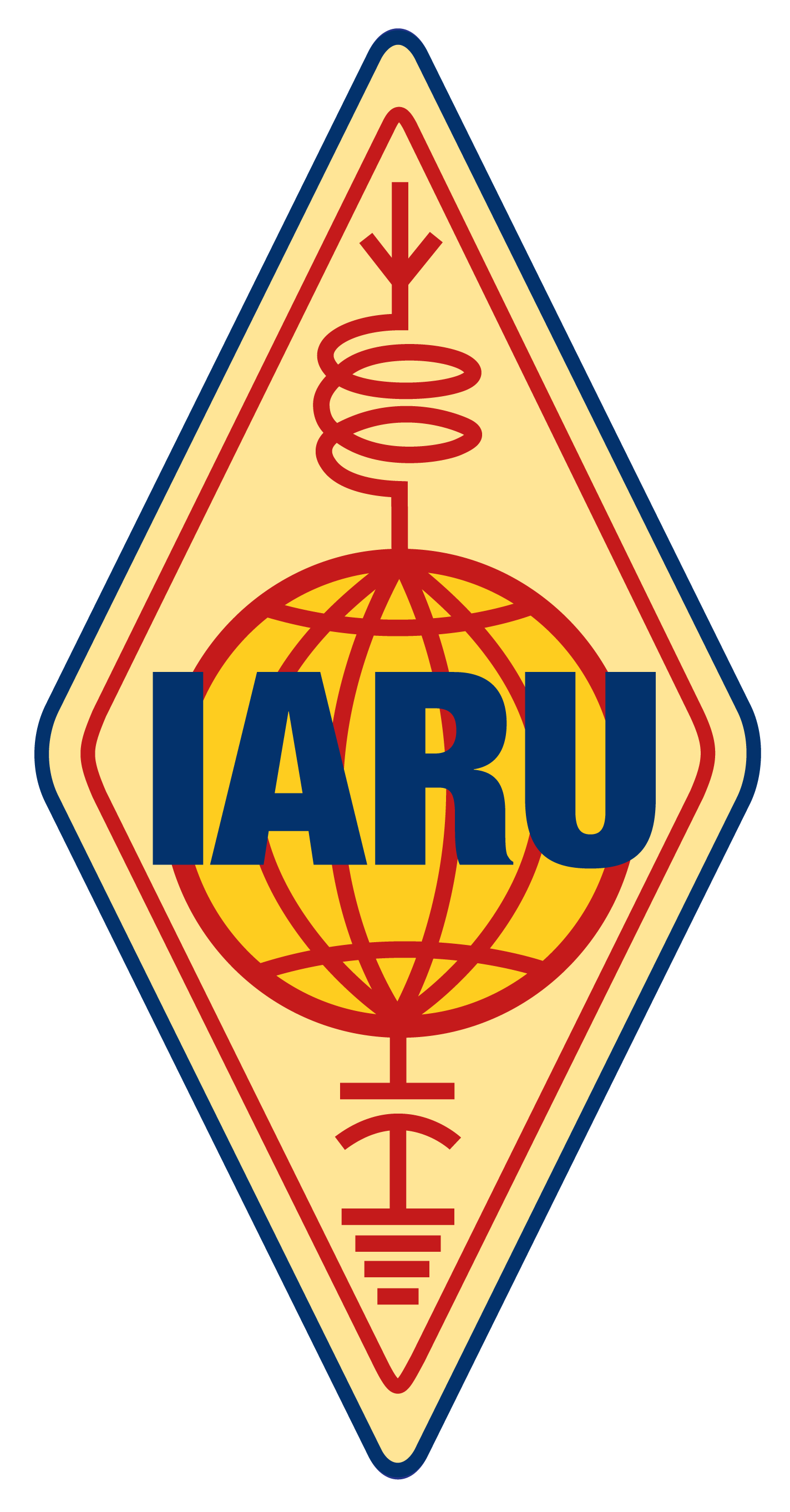
Logo der IARU

- 1925: Die International Amateur Radio Union (IARU), die internationale Vereinigung von nationalen Amateurfunkverbänden, wird gegründet. Der 18. April wird inzwischen alljährlich als World Amateur Radio Day begangen.
- 1947: Der südafrikanische Paläontologe Robert Broom und dessen Assistent John T. Robinson entdecken bei Sterkfontein den außergewöhnlich vollständig erhaltenen Schädel eines Australopithecus africanus und geben ihm den Namen Mrs. Ples.

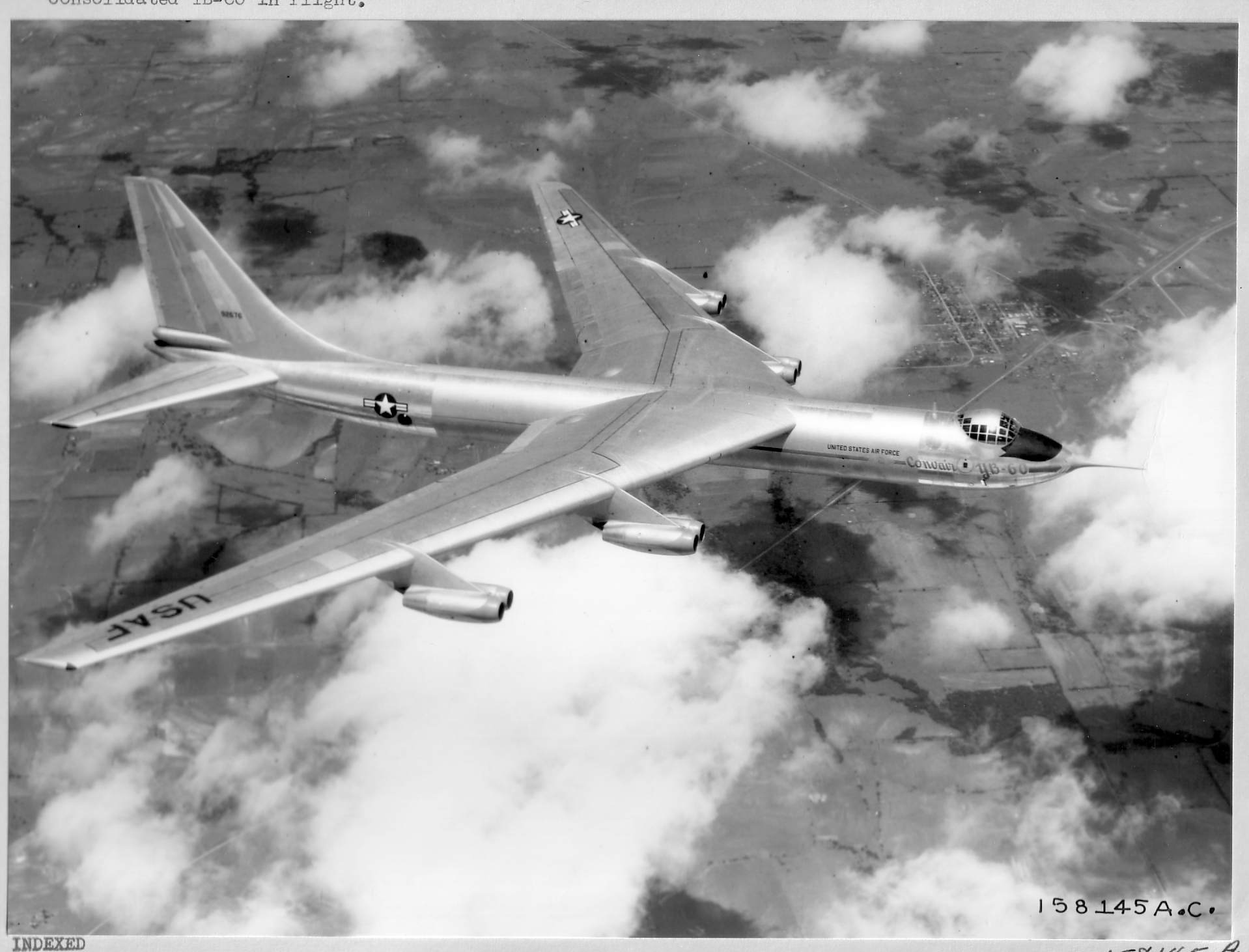
1952: Convair YB-60

- 1952: Der aus der Convair B-36 entwickelte Langstreckenbomber Convair YB-60 hat seinen Erstflug. Es ist zu diesem Zeitpunkt das größte Düsenflugzeug der Welt, ist jedoch in seinen Leistungen der kurz zuvor entwickelten Boeing B-52 unterlegen, weshalb es bei diesem Prototyp bleibt.

### Kultur

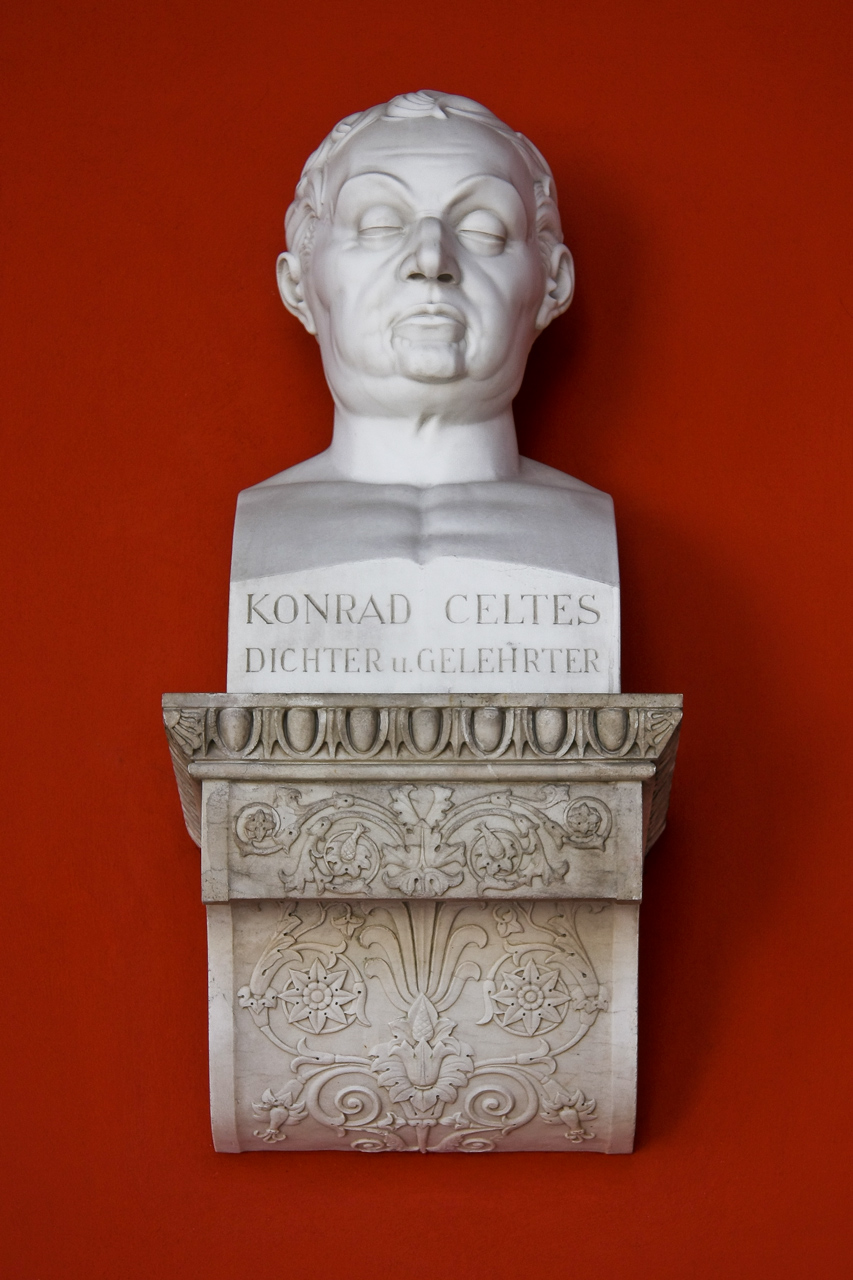
1487: Conrad Celtis

- 1487: Der Humanist und Dichter Conrad Celtis wird auf dem Nürnberger Reichstag von Kaiser Friedrich III. als erster Deutscher zum „poeta laureatus“ gekrönt.
- 1863: Am Quai-Theater in Wien wird die Operette in einem Akt Flotte Bursche von Franz von Suppè uraufgeführt. Das Libretto stammt von Josef Braun.
- 1944: Am Ballet Theatre im Metropolitan Opera House in New York wird das Ballett Fancy Free von Jerome Robbins (Choreografie und Libretto) nach der Musik von Leonard Bernstein uraufgeführt.
- 1983: In den USA geht der Fernsehsender Disney Channel auf Sendung.

1986: Cats

- 1986: Im Operettenhaus in Hamburg findet die Deutschlandpremiere des Musicals Cats von Andrew Lloyd Webber statt. Das Stück wird fast 15 Jahre in Hamburg laufen.
- 1998: In Baden-Baden wird das von Wilhelm Holzbauer erbaute größte deutsche Festspielhaus mit einem Konzert des World Orchestra for Peace feierlich eröffnet.

### Gesellschaft

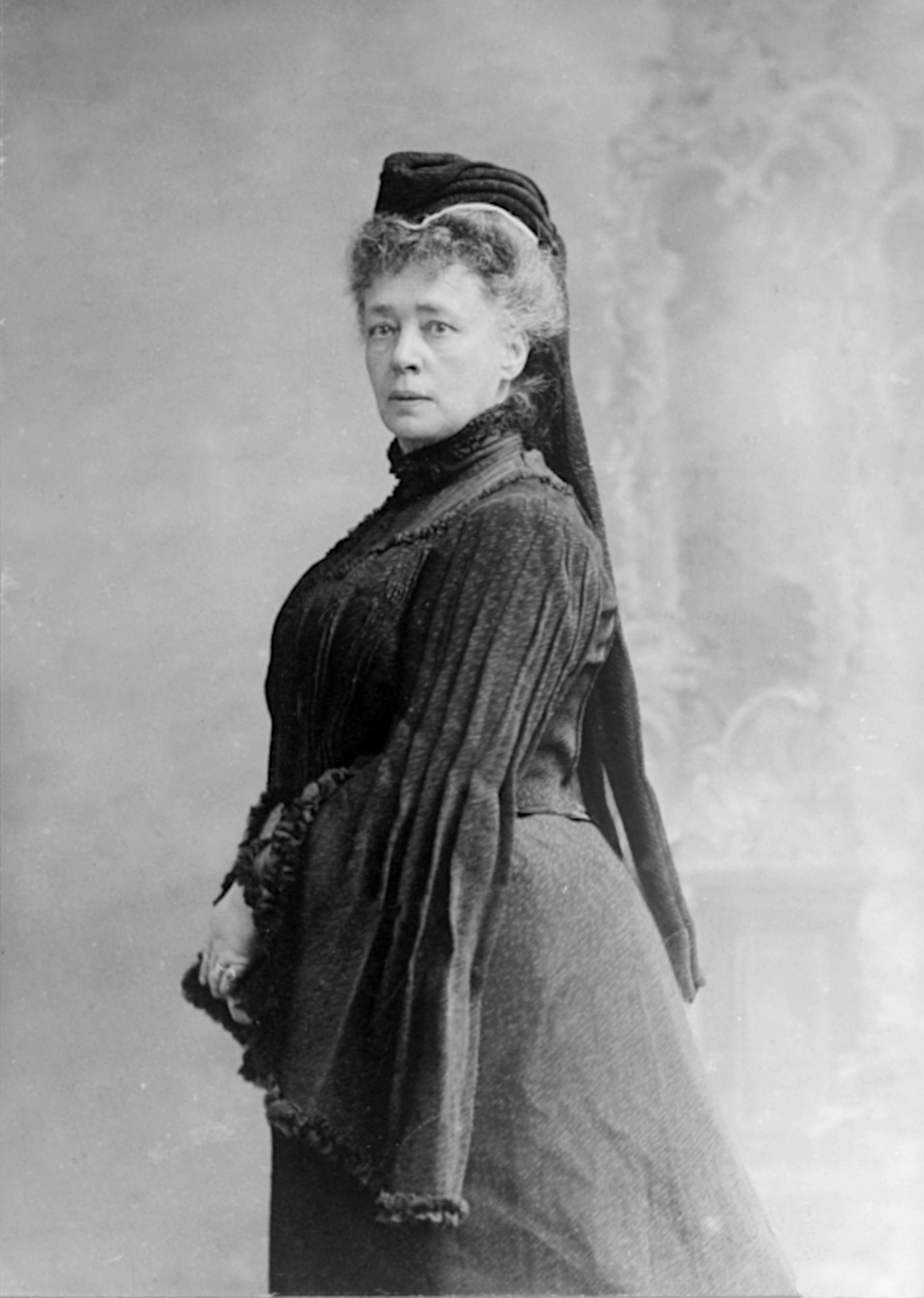
1906: Bertha von Suttner

- 1906: Bertha von Suttner nimmt im Rathaus von Kristiania den ihr zuerkannten Friedensnobelpreis entgegen. Die Autorin von Die Waffen nieder! ist die erste weibliche Preisträgerin.
- 1912: Die Carpathia fährt mit 705 Überlebenden der Titanic-Katastrophe im Hafen von New York ein, wo sie von tausenden Menschen erwartet wird, die die Besatzung als Helden feiern.
- 1956: In Monaco werden Fürst Rainier III. und die US-amerikanische Schauspielerin Grace Kelly standesamtlich getraut.
- 1974: Erster Einsatz des finalen Rettungsschusses mit tödlichem Ausgang beim Hamburger Banküberfall am 18. April 1974.
- 1996: Der deutsche Verein Schulen ans Netz wird gegründet. Er entsteht auf Initiative des Bundesbildungsminister Jürgen Rüttgers und Deutsche-Telekom-Chef Ron Sommer und soll die magere technische Ausstattung der Schulen verbessern helfen.

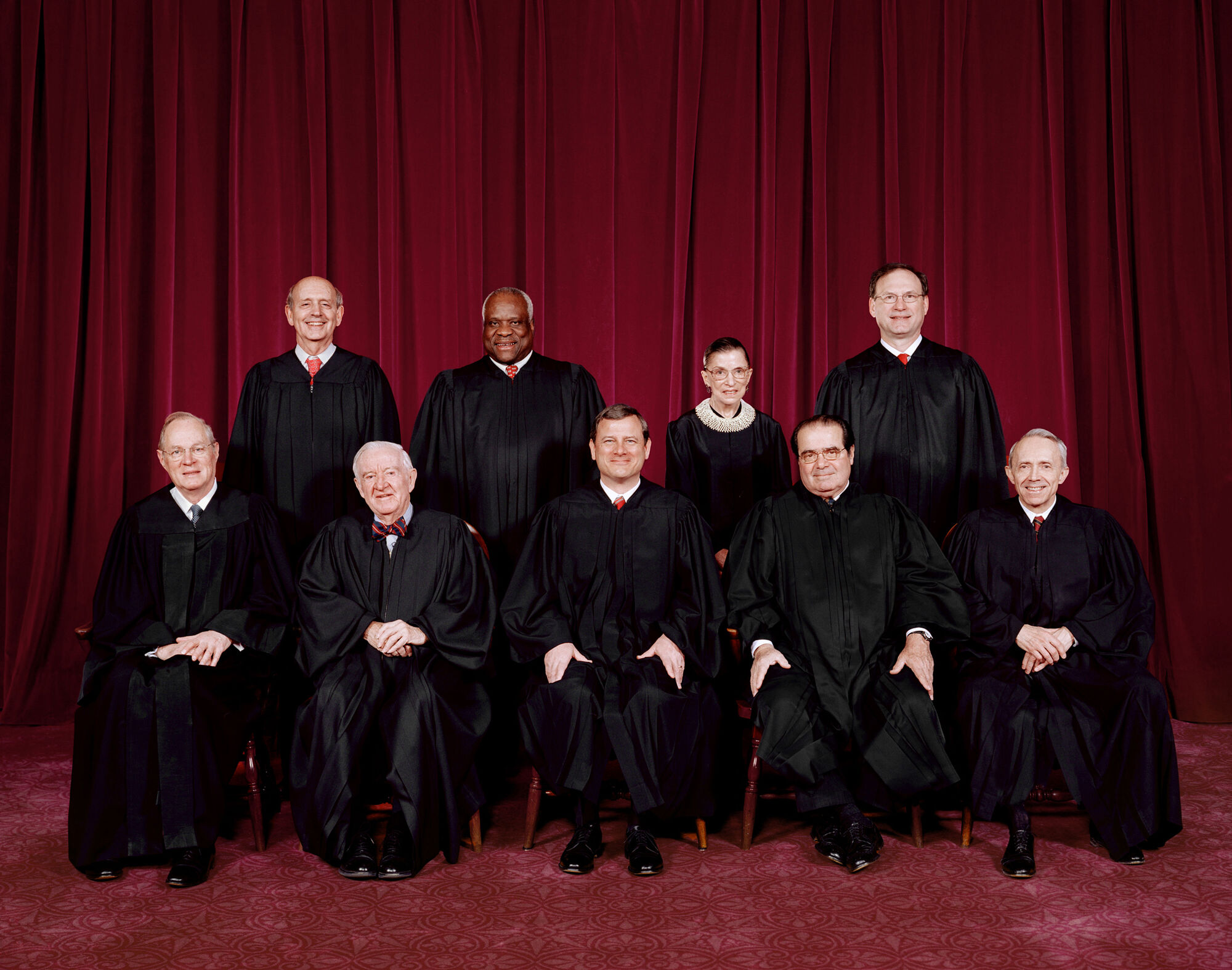
2007: Der Supreme Court der USA

- 2007: Im Fall Gonzales v. Carhart entscheidet der Oberste Gerichtshof der Vereinigten Staaten mit 5:4 Stimmen, dass der Partial-Birth Abortion Ban Act, der Schwangerschaftsabbrüche in den letzten beiden Dritteln der Schwangerschaft ohne Ausnahme verbietet, verfassungskonform ist und in Kraft gesetzt werden kann.

### Religion
- 0309: Eusebius folgt auf Marcellus I. als Bischof von Rom.

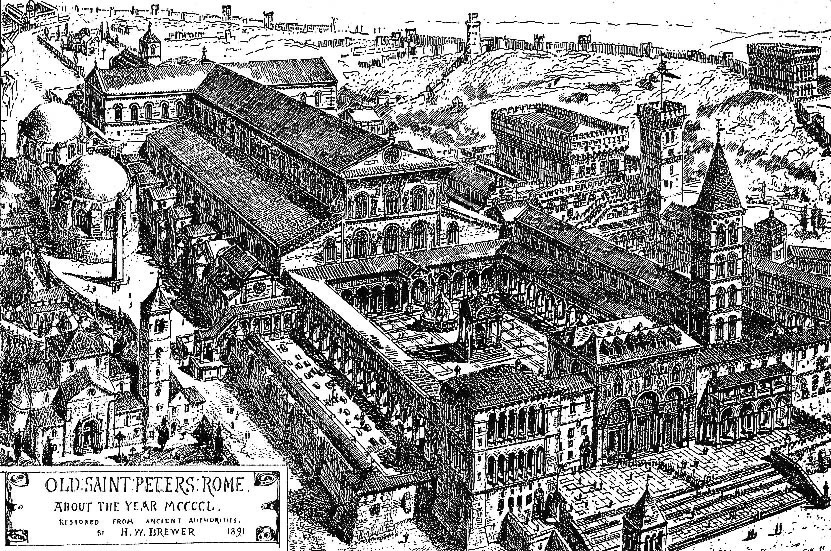
1506: Die Basilica di San Pietro vor dem Neubau

- 1506: In Rom erfolgt durch Papst Julius II. die Grundsteinlegung zum monumentalen und kostspieligen Neubau des Petersdoms.
- 1521: Martin Luther wird auf dem Reichstag zu Worms neuerlich verhört und verweigert wie am Vortag jeglichen Widerruf seiner 95 Thesen.
- 1802: Am Ostersonntag erfolgt in der Kathedrale Notre Dame de Paris die feierliche Promulgation der Organischen Artikel. Sie ergänzen das von Frankreich mit dem Vatikan im Vorjahr geschlossene Konkordat und bieten ihm die gesetzliche Grundlage.
- 1909: Im Petersdom in Rom findet die Seligsprechung von Jeanne d’Arc durch Papst Pius X. statt.
- 2005: Das Konklave zur Wahl des Nachfolgers des verstorbenen Papstes Johannes Paul II. beginnt in der Sixtinischen Kapelle in Rom. Mit 115 wahlberechtigten Kardinälen ist es das bisher größte Konklave.

### Katastrophen

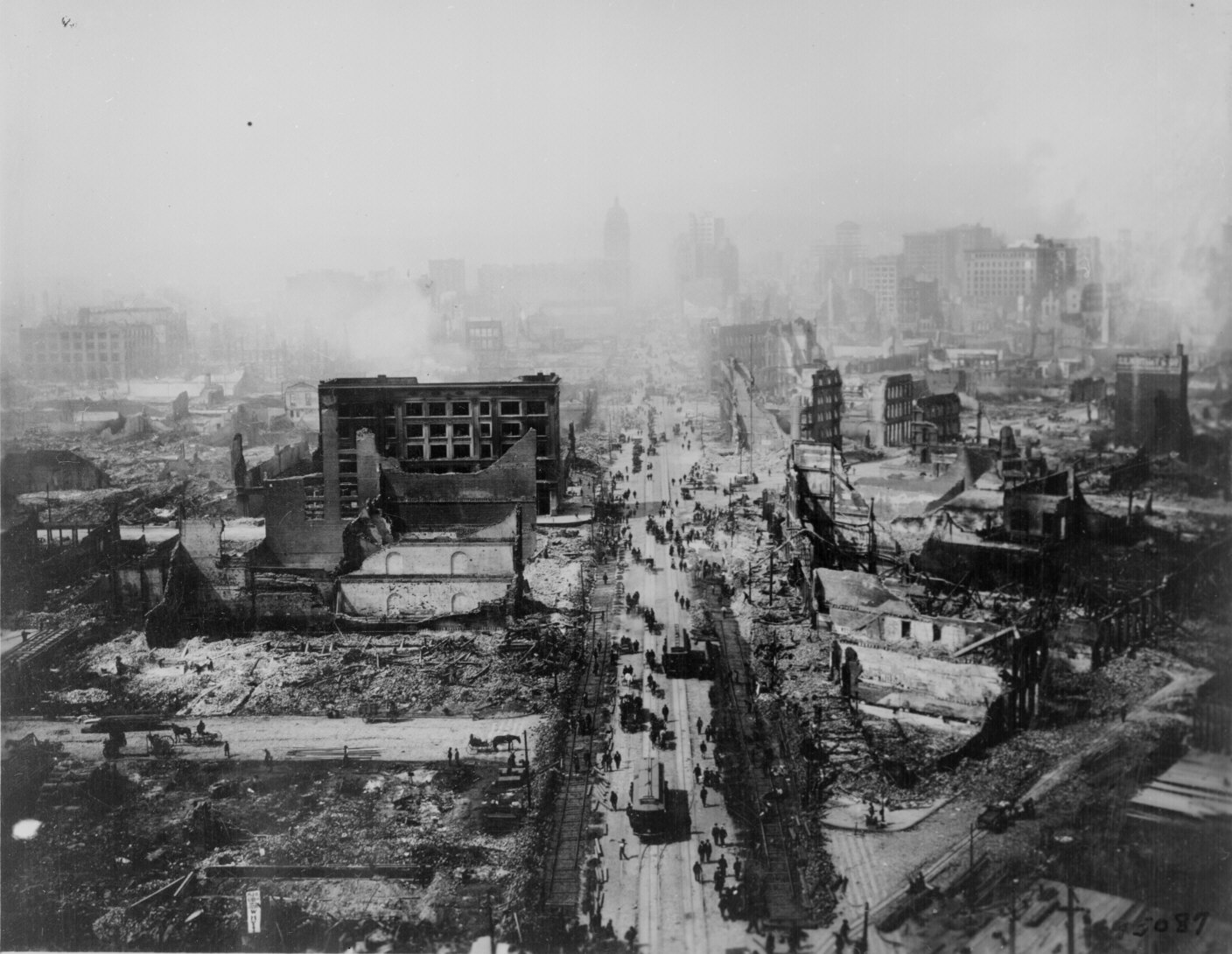
1906: San Francisco-Erdbeben

- 1906: Bei einem schweren Erdbeben der geschätzten Stärke 7,8 und den daraus resultierenden Bränden wird die kalifornische Stadt San Francisco verwüstet. Dabei sterben zwischen 700 und 3.000 Menschen. Auf der San-Andreas-Verwerfung entsteht eine deutliche Bruchlinie.

Kleinere Unglücksfälle sind in den Unterartikeln von Katastrophe und in der Liste von Katastrophen aufgeführt.

### Sport
- 1896: Gründung des FC Winterthur, damals noch als Excelsior FC Winterthur. Der Name wurde noch im Juli desselben Jahres auf FC Winterthur angepasst.
- 1923: Das Heimatstadion der New York Yankees, das Yankee Stadium, wird feierlich eröffnet. Dabei gewinnen die Yankees gegen die Boston Red Sox mit 4:1.
- 1926: In der Geschichte des Hörfunks wird die erste Übertragung eines deutschen Fußballländerspiels verzeichnet. In Düsseldorf trennen sich die deutsche Elf und die Niederlande mit 4:2.
- 2017: Im Viertelfinale der UEFA Champions League gegen den FC Bayern München erreicht Cristiano Ronaldo mit einem Hattrick beim 4:2-Rückspielsieg als Erster 100 Tore in der Champions League. Eine Woche zuvor erreichte er mit einem Doppelpack zum 2:1-Hinspielsieg als erster Spieler 100 Tore in UEFA-Klubwettbewerben.

Einträge von Leichtathletik-Weltrekorden befinden sich unter der jeweiligen Disziplin unter Leichtathletik.

## Geboren

### Vor dem 18. Jahrhundert
- 0359: Gratian, weströmischer Kaiser
- 1115: Gertrud von Sachsen, Tochter von Kaiser Lothar III.
- 1480: Lucrezia Borgia, italienische Renaissance-Fürstin
- 1503: Heinrich II., Titularkönig von Navarra
- 1520: Christoph Lersner, deutscher Rechtswissenschaftler, Verwaltungsjurist und Hochschullehrer
- 1521: François de Coligny-d’Andelot, französischer General
- 1529: Johann IV. von Osnabrück, Fürstbischof von Osnabrück, Münster und Paderborn
- 1531: Bartholomäus May, Berner Kaufmann, Heerführer und Staatsmann
- 1580: Pedro de Orrente, spanischer Maler
- 1588: Thomas Weinrich, deutscher Theologe
- 1589: Johann von Schweden, Herzog von Östergötland und Finnland
- 1590: Ahmed I., Sultan des Osmanischen Reichs
- 1605: Giacomo Carissimi (Taufdatum), italienischer Komponist
- 1608: Daniel Colonius der Jüngere, niederländischer Rechtswissenschaftler
- 1622: Luise Hollandine von der Pfalz, Äbtissin von Maubuisson, Malerin und Kupferstecherin
- 1636: Dorothea Hedwig von Schleswig-Holstein-Sonderburg-Norburg, Äbtissin des Stiftes Gandersheim
- 1636: Kanō Tsunenobu, japanischer Maler

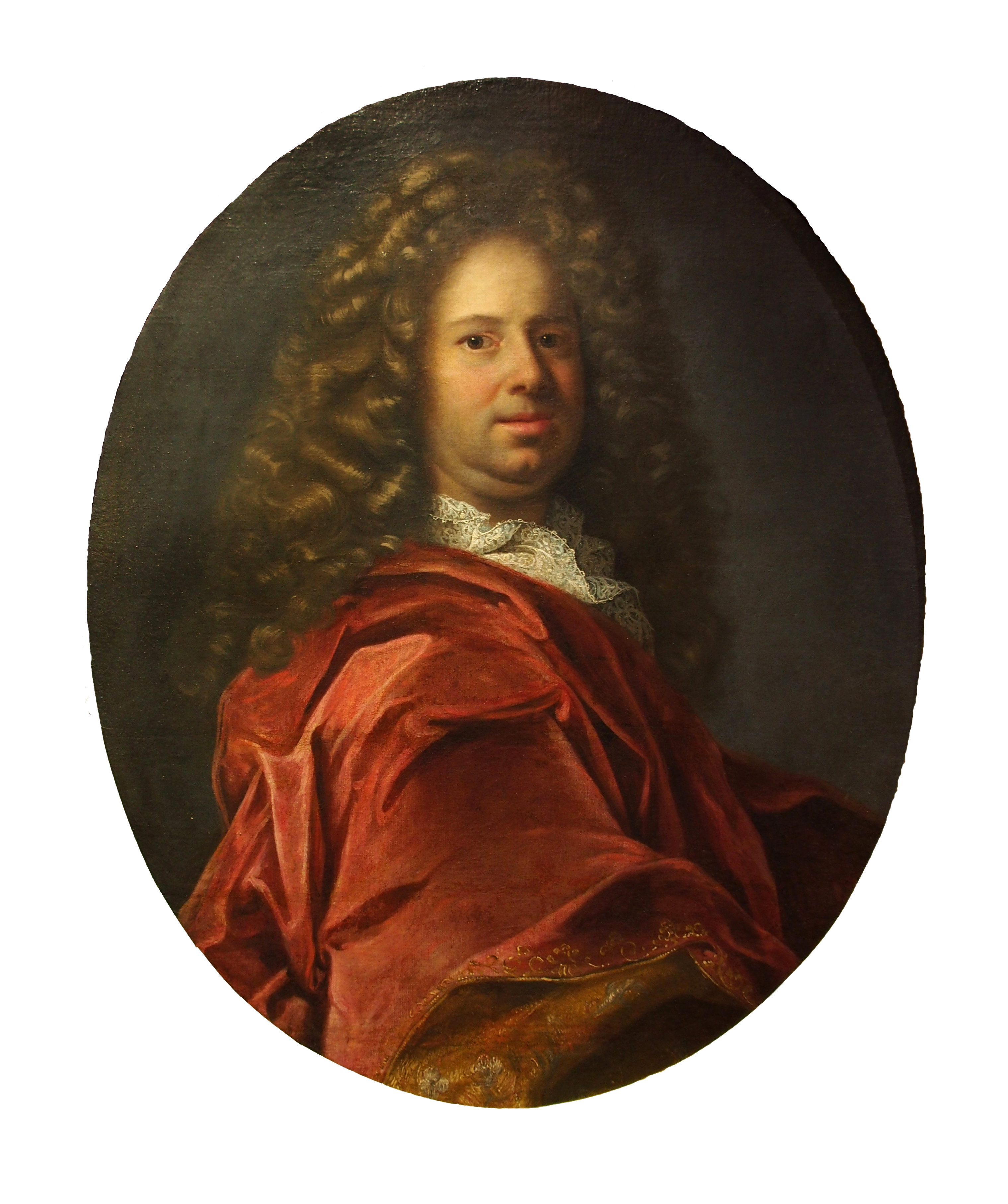
Stechinelli (* 1640)

- 1640: Stechinelli, Landdrost und Hofbankier der Welfenherzöge
- 1671: Johann Burchard Freystein, deutscher Jurist und Kirchenliederdichter
- 1676: Lukas von Breda, schwedischer Maler
- 1685: Jacques-Pierre de Taffanel de La Jonquière, französischer Admiral, Generalgouverneur von Neufrankreich

### 18. Jahrhundert
- 1703: Johann Gottfried Schaumburg, deutscher Rechtswissenschaftler
- 1710: Friedrich Bogislav von Tauentzien, preußischer General
- 1752: Hans Rudolf Maurer, Schweizer Lehrer und Geistlicher
- 1755: Anna Franziska von Ketteler, letzte Äbtissin des Stifts Freckenhorst
- 1759: Jacques Widerkehr, französischer Komponist und Cellist
- 1761: Johann Stephan Gottfried Büsching, preußischer Verwaltungsbeamter, Oberbürgermeister von Berlin
- 1767: Elisha Mathewson, US-amerikanischer Politiker, Senator
- 1768: Willie Blount, US-amerikanischer Politiker, Gouverneur von Tennessee
- 1768: Jean-Baptiste Debret, französischer Maler
- 1771: Aloys Wagner, deutscher Geistlicher
- 1772: David Ricardo, britischer Wirtschaftswissenschaftler, führender Vertreter der klassischen Nationalökonomie
- 1773: Wilhelm von Brockhausen, preußischer General
- 1775: Christian Nicolaus von Evers, Bürgermeister von Lübeck
- 1777: Ludwig Berger, deutscher Komponist, Pianist und Klavierpädagoge
- 1777: Ignác Ruzitska, ungarischer Komponist
- 1778: Christian Friedrich Nasse, deutscher Psychiater
- 1782: August Goldfuß, deutscher Paläontologe und Zoologe
- 1782: Oldwig von Natzmer, preußischer General
- 1786: Franz Xaver Schnyder von Wartensee, Schweizer Komponist und Musikautor
- 1788: Carl von Steuben, französischer Maler
- 1796: Theodor Märcker, deutscher Kommunalpolitiker
- 1798: Antonio Rolla, italienischer Violinvirtuose
- 1800: Carl Oestreich, deutscher Komponist und Hornist

### 19. Jahrhundert

#### 1801–1850
- 1808: Peter Joseph Blum, deutscher Priester, Bischof von Limburg
- 1812: Ferdinand von Arlt, österreichischer Chirurg und Augenarzt
- 1813: Friedrich Hofmann, deutscher Schriftsteller
- 1813: Franz Ittenbach, deutscher Maler
- 1814: Heinrich Hermann Bothen, deutscher Architekt sowie Ratsbauinspektor, Stadtbaukommissar und Stadtbaumeister
- 1814: August Schellenberg, deutscher Buchhändler, Verleger und Herausgeber
- 1816: Alwin Aschenborn, preußischer Jurist, Landrat und Forschungsreisender, MdL

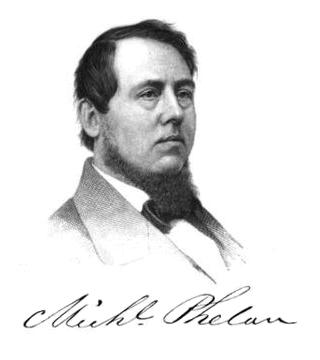
Michael Phelan (* 1817)

- 1817: Michael Phelan, US-amerikanischer Billardspieler und Unternehmer
- 1818: Giuseppe Fratecolla, Schweizer Jurist, Offizier und Politiker
- 1819: Carlos Manuel de Céspedes, kubanischer Freiheitskämpfer, Begründer der kubanischen Nation, erster Staatspräsident
- 1819: Johann Albert Romedi, Schweizer Politiker
- 1819: Franz von Suppè, österreichischer Komponist
- 1822: August Petermann, deutscher Geograph und Kartograph
- 1824: Günther Friedrich Woldemar, Fürst zur Lippe
- 1827: Friedrich Ludwig Theodor Friese, deutscher Orgelbauer
- 1828: August von Wille, deutscher Landschafts- und Genremaler
- 1829: Albert Fischer, deutscher Pfarrer und Hymnologe
- 1832: Laurenz Schönenberger, Schweizer Politiker
- 1835: Joseph Aumer, deutscher Orientalist und Bibliothekar
- 1837ː Emily Cumming Harris, neuseeländische Lehrerin und Künstlerin
- 1837: Eleuterio Ramírez Molina, chilenischer Offizier, Nationalheld
- 1838: Ewald Bellingrath, deutscher Schiffskonstrukteur
- 1838: Paul Émile Lecoq de Boisbaudran, französischer Chemiker
- 1838: Johannes von Widenmayer, deutscher Jurist, Bürgermeister von München
- 1839: Frantz Jehin-Prume, belgisch-kanadischer Violinist und Komponist
- 1839: Henry Kendall, australischer Schriftsteller
- 1846: Wilhelm Fischer, österreichischer Schriftsteller
- 1847: Karl Eisenlohr, deutscher Mediziner
- 1848: August Gärtner, deutscher Mediziner und Mikrobiologe
- 1849: Adolf Slaby, deutscher Elektroingenieur und Hochschullehrer

#### 1851–1900
- 1852: Friedrich von Thiersch, deutscher Architekt
- 1854: Ludwig Levy, deutscher Architekt
- 1856: Marianne von Eschenburg, österreichische Malerin

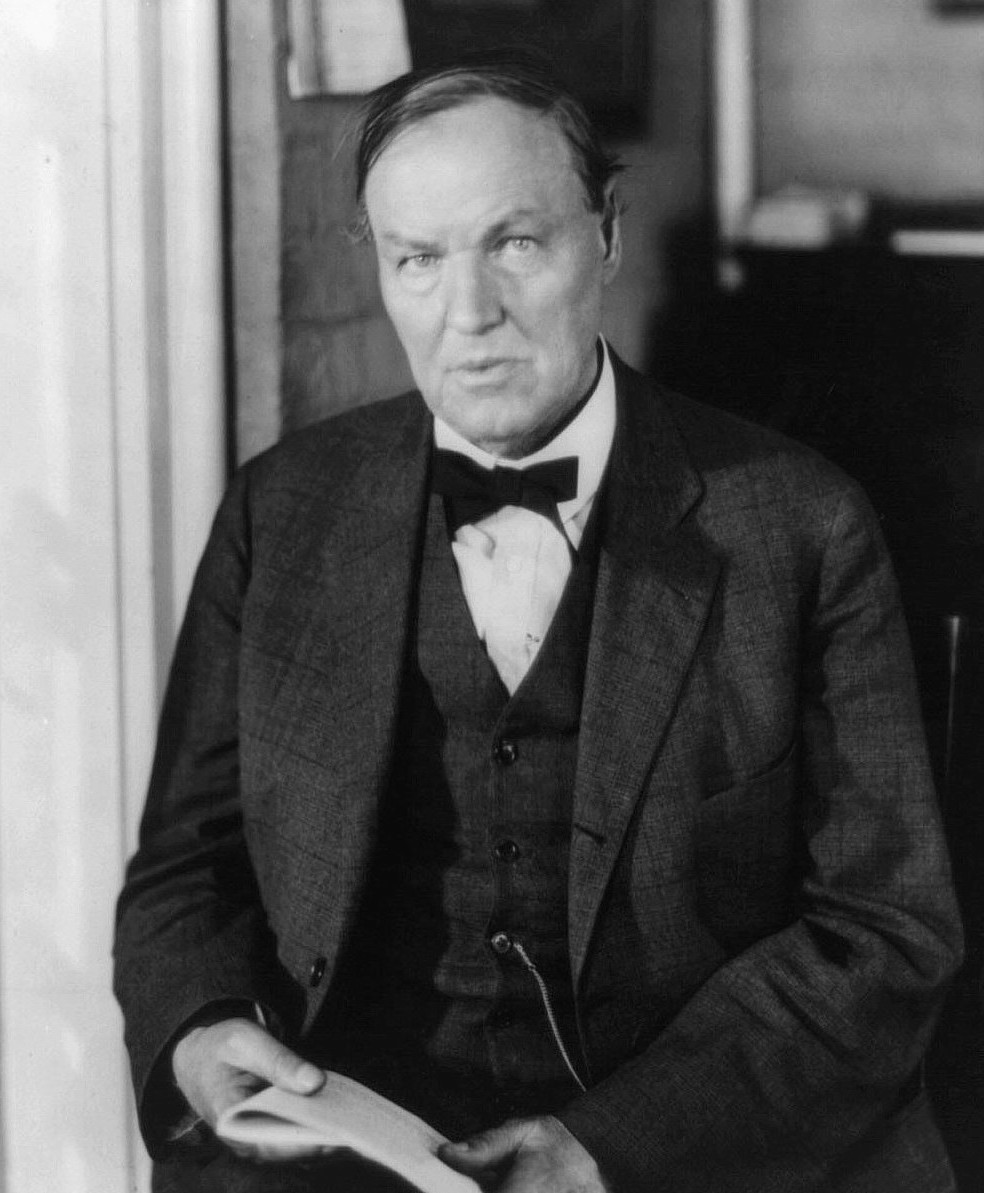
Clarence Darrow (* 1857)

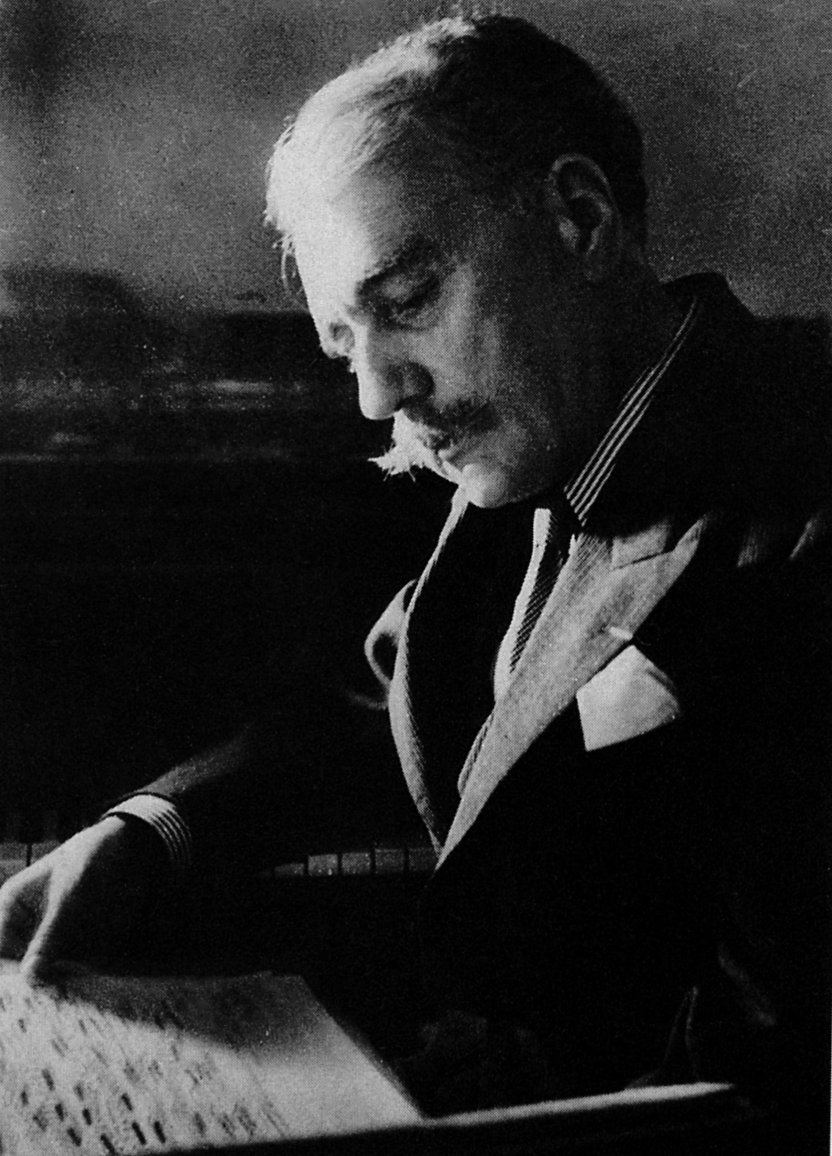
Jean Roger-Ducasse (* 1873)

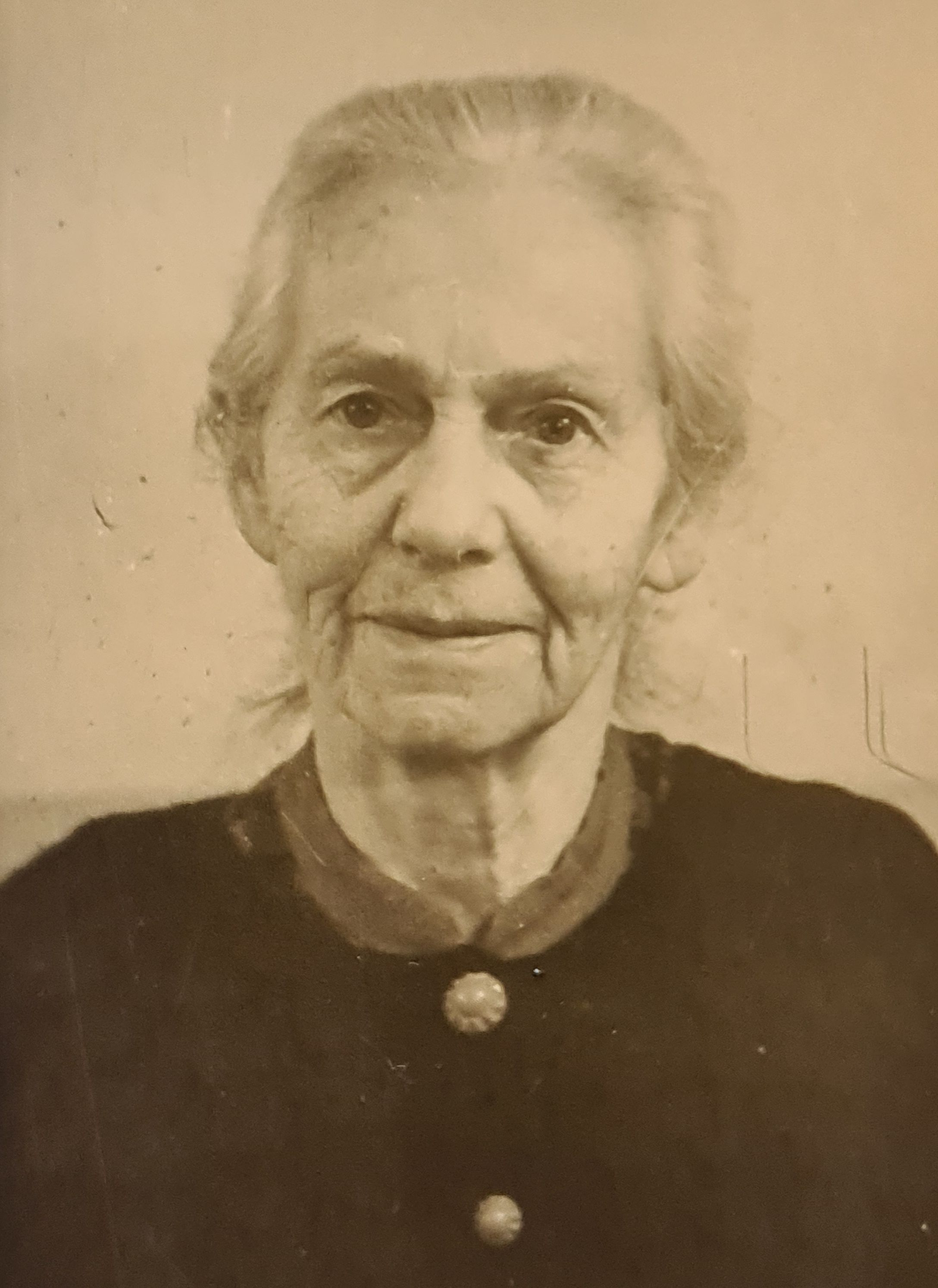
Linny Claudius (* 1876)

- 1857: Clarence Darrow, US-amerikanischer Rechtsanwalt, Strafverteidiger und Bürgerrechtler
- 1858: Corrado Ricci, italienischer Archäologe und Kunsthistoriker
- 1858: Oscar Tietz, deutsch-jüdischer Kaufmann
- 1859: Viktor Apfelbeck, österreichisch-jugoslawischer Entomologe und Museumskurator
- 1859: Kurt von Schleinitz, deutscher Offizier, Kommandeur der Schutztruppe für Deutsch-Ostafrika
- 1860: Andreas Voigt, deutscher Wirtschafts- und Sozialwissenschaftler
- 1861: Lolo von Hornstein, deutsche Malerin
- 1863: Leopold Berchtold, österreichisch-ungarischer Diplomat und Politiker, Außenminister
- 1863: Siegfried Bettmann, britischer Fahrrad-, Motorrad- und Autohersteller
- 1863: Irene von Chavanne, österreichische Opernsängerin (Alt)
- 1867ː Linny Claudius, deutsche Frauenrechtlerin, Lehrerin und Politikerin (DDP)
- 1870: Hermann Schöne, deutscher Altphilologe
- 1873: Ewald Budde, deutscher Politiker, Mitglied der Weimarer Nationalversammlung
- 1873: Jean Roger-Ducasse, französischer Komponist
- 1875: Ugo Amaldi, italienischer Mathematiker
- 1875: Oskar Ernst Bernhardt, deutscher Verfasser der Gralsbotschaft
- 1875: Albert Hetényi Heidelberg, ungarischer Komponist
- 1877: Peter Neuenheuser, deutscher Geistlicher, Opfer des Nationalsozialismus
- 1877: Bird Margaret Turner, US-amerikanische Mathematikerin
- 1878: Engelbert Wittich, jenischer Schriftsteller
- 1879: August Hinrichs, deutscher Schriftsteller
- 1879: Kurt Münzer, deutscher Schriftsteller
- 1880: Sam Crawford, US-amerikanischer Baseballspieler

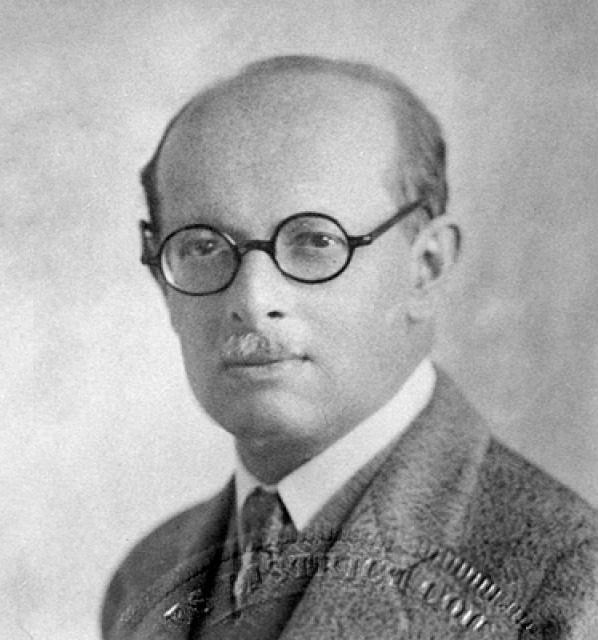
Julius Edgar Lilienfeld (* 1882)

- 1882: Julius Edgar Lilienfeld, US-amerikanischer Physiker österreichisch-ungarischer Herkunft
- 1882: Leopold Stokowski, englischer Dirigent
- 1884: Jaan Anvelt, estnischer Politiker und Schriftsteller
- 1884: Artur Koenig, deutscher Politiker und Parteifunktionär, Reichstagsabgeordneter
- 1884: Ludwig Meidner, deutscher Maler, Dichter und Grafiker
- 1885: Claus Bergen, deutscher Marinemaler
- 1885: Hermann Müller, deutscher Leichtathlet, Olympiamedaillengewinner
- 1888: Frida Leider, deutsche Opernsängerin (Sopran)
- 1888: Arnold Lunn, britischer Skiläufer, Bergsteiger und Schriftsteller
- 1888: Friedrich Rödel, deutscher Politiker, Widerstandskämpfer gegen den Nationalsozialismus
- 1888: Hans David Tobar, deutscher Autor, Schauspieler und Kabarettist
- 1889: Luigi Spazzapan, italienischer Maler und Bildhauer
- 1890: Alexander Granach, österreichisch-US-amerikanischer Theater- und Filmschauspieler
- 1890: Herbert Sonnenburg, deutscher General, Generalquartiermeister im Oberkommando der Luftwaffe
- 1891: Werner Schendell, deutscher Schriftsteller (Pseudonym: Roman Quitt)
- 1892: Bolesław Bierut, polnischer Politiker, Staatspräsident

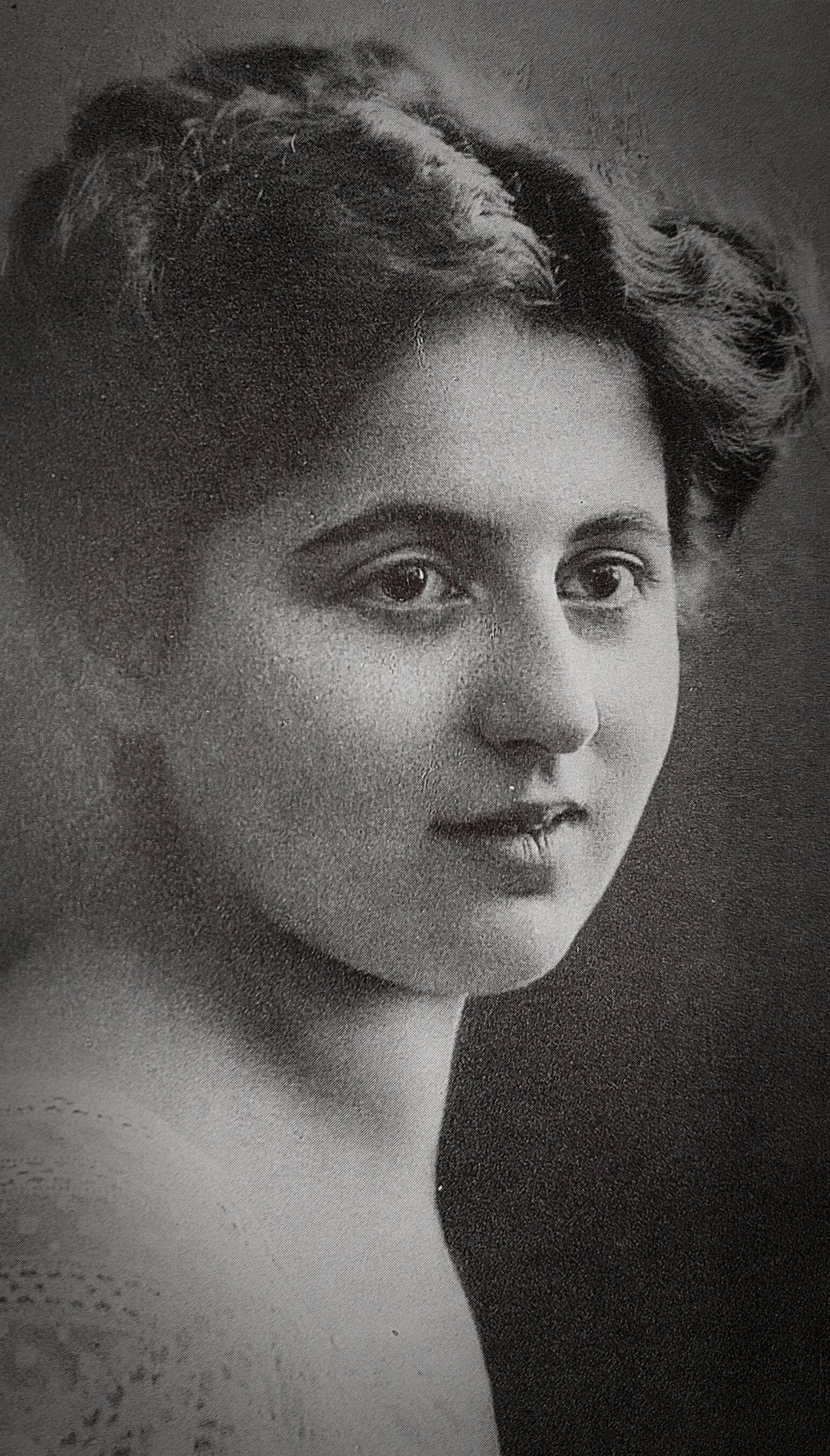
Hildegard Krohn (* 1892)

- 1892: Hildegard Krohn, jüdisch-deutsches Opfer des Holocaust und die Freundin und Muse des Dichters Georg Heym
- 1895: Michael Felke, deutscher Unternehmer
- 1896: Isaak Hallemann, deutscher Pädagoge, Opfer des Nationalsozialismus
- 1896: Alois Melichar, österreichischer Komponist und Dirigent
- 1897: Per-Erik Hedlund, schwedischer Skilangläufer, Olympiasieger, Weltmeister
- 1899: Zdeněk Chalabala, tschechischer Dirigent
- 1899: Matthias Leis, deutscher Eishockeyspieler
- 1900: Peter Herkenrath, deutscher Maler
- 1900: Wend von Wietersheim, deutscher General

### 20. Jahrhundert

#### 1901–1925
- 1901: Hanns Arens, deutscher Schriftsteller, Lektor, Verleger und Kritiker
- 1902: Hans Hieronymus, deutscher Motorradrennfahrer
- 1902: Giuseppe Pella, italienischer Politiker
- 1903: Leonid Kinskey, russisch-US-amerikanischer Schauspieler
- 1904: Giuseppe Terragni, italienischer Architekt
- 1904: Paul Zapp, deutscher SS-Offizier, Kriegsverbrecher
- 1905: Karl Gutenberger, deutscher Politiker, General der SS und Waffen-SS
- 1905: George Herbert Hitchings, US-amerikanischer Biochemiker, Nobelpreisträger
- 1905: Barbara von Kalckreuth, deutsche Bildhauerin

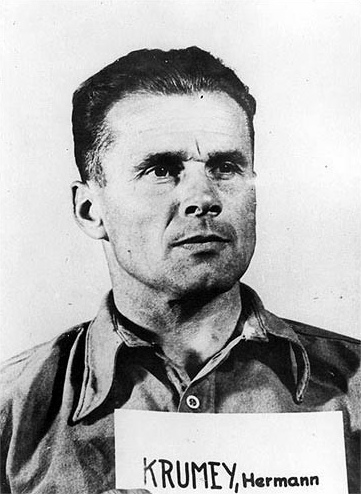
Hermann Krumey (* 1905)

- 1905: Hermann Krumey, deutscher SS-Offizier, Kriegsverbrecher
- 1906: František Hertl, tschechischer Kontrabassist, Komponist und Dirigent
- 1906: Little Brother Montgomery, US-amerikanischer Blues- und Jazzpianist
- 1906: Rudolf Vogel, deutscher Politiker
- 1907: Lars Valerian Ahlfors, finnisch-US-amerikanischer Mathematiker
- 1907: Bill von der Becke, britischer Autorennfahrer
- 1907: Rudi Godden, deutscher Sänger und Filmschauspieler
- 1907: Philippe Nabaa, jordanischer Erzbischof von Beirut
- 1907: Miklós Rózsa, ungarisch-US-amerikanischer Filmkomponist
- 1908: Herbert Sandberg, deutscher Grafiker und Karikaturist
- 1910: Bert Hadley, britischer Autorennfahrer
- 1910: Jean Kugeler, luxemburgischer Kunstturner
- 1910: Rudolf Lange, deutscher SS-Standartenführer, Befehlshaber der Sicherheitspolizei und des SD
- 1911: Carl Appel, österreichischer Architekt
- 1911: Wilhelm Banse, deutscher Politiker, MdB
- 1911: Rudolf Wölfl, deutscher Philologe, Pädagoge und Humanist
- 1912: Hermann Arnold, deutscher Medizinalbeamter
- 1912: Karl Merz, deutscher Fußballspieler
- 1912: Max Waldmeier, Schweizer Astronom und Sonnenforscher
- 1913: Werner Steinberg, deutscher Schriftsteller
- 1915: Cläre Schmitt, deutsche Politikerin
- 1915: Miroslav Venhoda, tschechischer Chordirigent

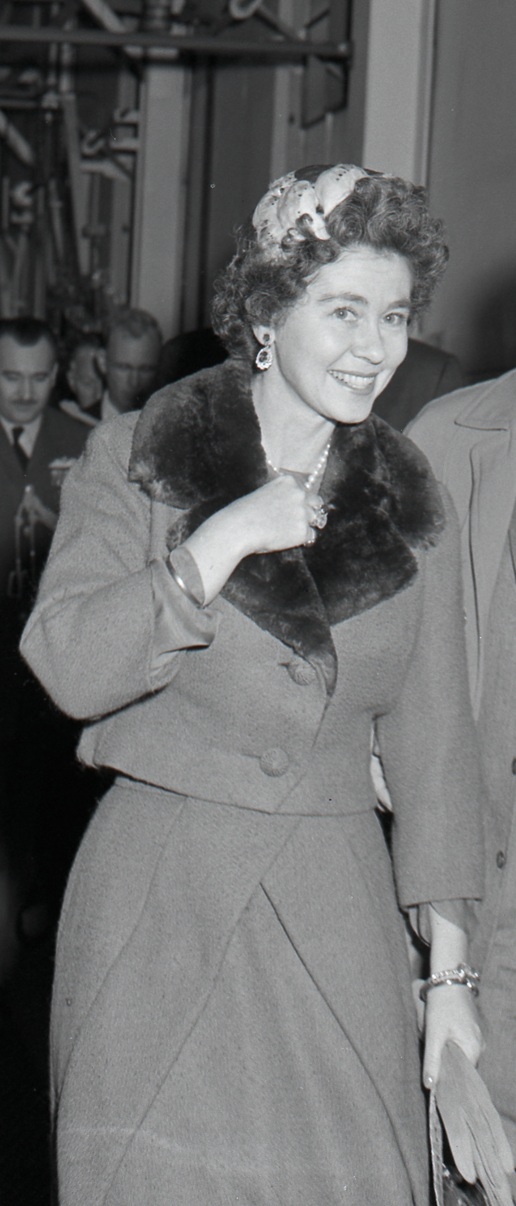
Königin Friederike (* 1917)

- 1917: Friederike Luise, Königin von Griechenland
- 1917: Shimao Toshio, japanischer Schriftsteller
- 1918: André Bazin, französischer Filmkritiker
- 1918: Morris Engel, US-amerikanischer Photograph, Kameramann, Drehbuchautor und Regisseur
- 1919: John Taras, Choreograf und Ballettmeister
- 1921: Heinz Werner Hübner, deutscher Journalist
- 1921: Jean Richard, französischer Schauspieler und Regisseur, Maigret-Darsteller
- 1922: Anne Daubenspeck-Focke, deutsche Bildhauerin und Malerin
- 1922: Barbara Hale, US-amerikanische Schauspielerin
- 1922: Nigel Kneale, englischer Schriftsteller und Drehbuchautor
- 1922: Ollie Poole, US-amerikanischer American-Football-Spieler und -Trainer
- 1923: Leif Panduro, dänischer Schriftsteller und Zahnarzt
- 1923: Walter Scheler, deutscher Buchhalter, Opfer des Aufstands vom 17. Juni 1953 in der DDR, Ehrenbürger Jenas
- 1923: Ferenc Sidó, ungarischer Tischtennisspieler
- 1924: Clarence Gatemouth Brown, US-amerikanischer Blues-Gitarrist
- 1924: Zbigniew Śliwiński, polnischer Pianist und Musikpädagoge
- 1925ː Marianne Bockelkamp, deutsche Germanistin, Editionswissenschaftlerin, Papierhistorikerin und Wasserzeichenforscherin
- 1925: Adolf Schmidt, deutscher Politiker, MdB
- 1925: Heinrich Handorf, deutscher Architekt und Wilhelm-Busch-Rezitator
- 1925: Marcus Schmuck, österreichischer Bergsteiger

#### 1926–1950
- 1926: Horst Käsler, deutscher Handballspieler und -trainer sowie Professor für Sportdidaktik
- 1927: Leo Rajendram Antony, sri-lankischer Bischof
- 1927: Samuel P. Huntington, US-amerikanischer Politikwissenschaftler

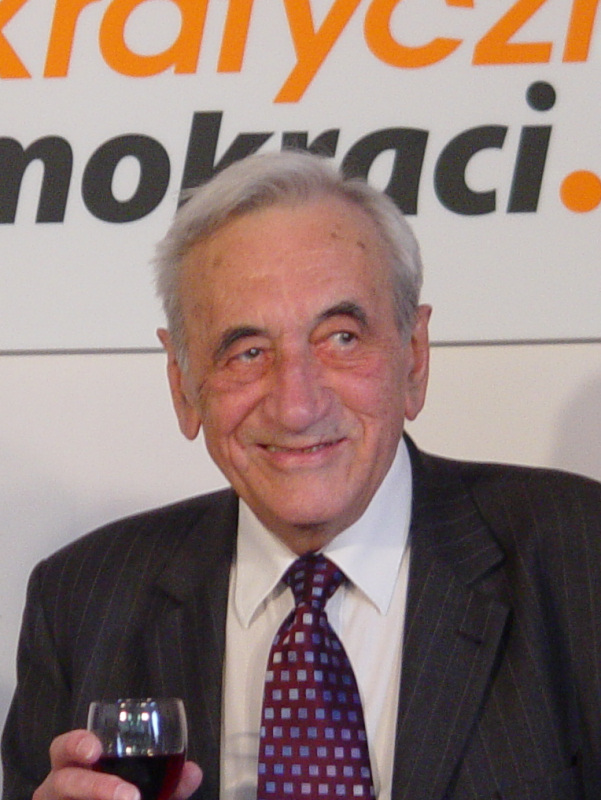
Tadeusz Mazowiecki (* 1927)

- 1927: Tadeusz Mazowiecki, Ministerpräsident von Polen
- 1928: Ken Colyer, britischer Jazzkornettist
- 1928: Heinz Lieven, deutscher Schauspieler
- 1928: Otto Piene, deutscher Künstler
- 1928: Jürgen Seifert, deutscher Politikwissenschaftler und Bürgerrechtler
- 1929: Jean Jülich, deutscher Widerstandskämpfer (Edelweißpiraten), Gerechter unter den Völkern
- 1929: Mario Francesco Pompedda, Kardinal der römisch-katholischen Kirche
- 1930: Jean Guillou, französischer Komponist, Organist und Pianist
- 1930: Clive Revill, neuseeländischer Schauspieler
- 1931: Klas Lestander, schwedischer Biathlet und Olympiasieger
- 1932: Francesco Zagatti, italienischer Fußballspieler und -trainer
- 1933: Hans-Peter Blume, deutscher Bodenkundler
- 1933: Harald Dietl, deutscher Theater- und Filmschauspieler
- 1934: Jan Klusák, tschechischer Komponist
- 1934: Jochen Mehner, deutscher Flottillenadmiral und Unterabteilungsleiter im Bundesnachrichtendienst
- 1934: Jessy Rameik, deutsche Schauspielerin und Diseuse
- 1934: George Shirley, US-amerikanischer Opernsänger
- 1937: Keiko Abe, japanische Komponistin und Marimbaphonspielerin
- 1937: Barbara Bredow, deutsche Künstlerin
- 1937: Marcia Haydée, brasilianische Tänzerin und Ballettdirektorin in Stuttgart
- 1937: Robert Hooks, US-amerikanischer Schauspieler
- 1937: Natalia LL, polnische Künstlerin

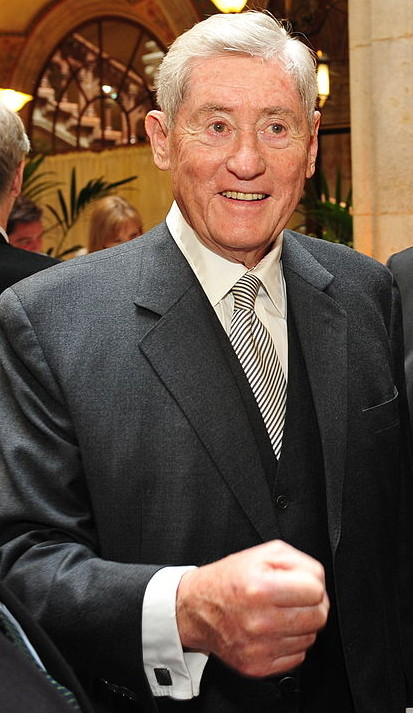
Hannes Androsch (* 1938)

- 1938: Hannes Androsch, österreichischer Finanzminister, Steuerberater und Unternehmer
- 1938: Roberto Anzolin, italienischer Fußballspieler
- 1938: Günter Schubert, deutscher Schauspieler und Synchronsprecher
- 1939: Jorge Anders, argentinischer Bandleader und Arrangeur
- 1939: Walter Außendorfer, italienischer Rennrodler
- 1939: Cornelius Schnauber, deutscher Professor
- 1940: Joseph L. Goldstein, US-amerikanischer Mediziner
- 1940: Elmar Kunauer, österreichischer Sprinter
- 1940: Jaak Lipso, sowjetischer Basketballspieler
- 1940: Gordon Spice, britischer Rennfahrer und Rennwagenkonstrukteur
- 1940: Walter Treser, deutscher Autokonstrukteur und Ingenieur
- 1941: Jochen Both, deutscher Leichtathlet
- 1942: Børge Krogh, dänischer Boxer
- 1942: Jochen Rindt, deutsch-österreichischer Rennfahrer
- 1943: Alejandro Núñez Allauca, peruanischer Komponist
- 1943: Günter Bartusch, deutscher Motorradrennfahrer
- 1944: Robert Hanssen, US-amerikanischer Mitarbeiter des FBI, Spion für die Sowjetunion und Russland
- 1944: Albin Planinc, slowenischer Schachspieler
- 1945: Hans-Heinrich Sander, deutscher Politiker
- 1945: Wolfgang Stropek, österreichischer Motorradrennfahrer
- 1946: Pieter Bon, niederländischer Ruderer und Arzt
- 1946: Keith Copeland, US-amerikanischer Jazz-Schlagzeuger
- 1946: Hayley Mills, britische Schauspielerin
- 1946: Milan Puzrla, tschechoslowakischer Radrennfahrer
- 1946: Skip Spence, US-amerikanischer Rockmusiker
- 1947: Kathy Acker, US-amerikanische Schriftstellerin
- 1947: Moses Blah, Präsident von Liberia
- 1947: Guy Goffette, belgischer Poet und Schriftsteller
- 1947: Konradin Groth, deutscher Trompeter
- 1947: Herbert Mullin, US-amerikanischer Serienmörder
- 1947: Jerzy Stuhr, polnischer Schauspieler

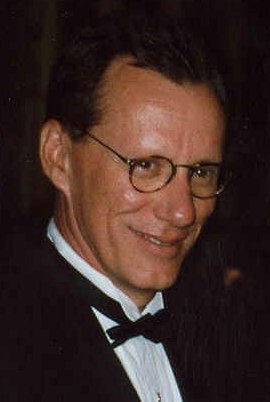
James Woods (* 1947)

- 1947: James Woods, US-amerikanischer Schauspieler
- 1947: Rainer Würdig, deutscher Handballspieler
- 1948: Georges M. Saad Abi Younes, maronitischer Bischof in Mexiko
- 1948: Rainer René Graf Adelmann von Adelmannsfelden, deutscher Rechtsanwalt
- 1948: Wolfgang A. Herrmann, Präsident der TU München
- 1948: Ina Lenke, deutsche Politikerin
- 1948: Catherine Malfitano, US-amerikanische Sopranistin
- 1948: Richard Peterkin, lucianischer Sportfunktionär
- 1948: Harald Schweitzer, deutscher Politiker
- 1950: Philip Akin, kanadischer Schauspieler
- 1950: Grigori Lipmanowitsch Sokolow, russischer Pianist
- 1950: Wolfram Tschiche, DDR-Oppositioneller und Philosoph
- 1950: Klaus Schneeberger, österreichischer Politiker

#### 1951–1975
- 1951: Thomas Ebermann, deutscher Publizist und Politiker
- 1952: Enzo Calderari, Schweizer Unternehmer- und Autorennfahrer
- 1952: Thomas Haffa, deutscher Medienunternehmer
- 1952: Bo Katzman, Schweizer Musiker und Sänger, Lehrer und Chorleiter
- 1952: Hans-Ulrich Seidt, deutscher Diplomat
- 1953: Ludger Schepers, Weihbischof im Bistum Essen/Deutschland
- 1953: Rick Moranis, kanadischer Schauspieler und Komödiant
- 1954: Annemarie Adlassnig, österreichische Politikerin
- 1954: Hans Liberg, niederländischer Musikcomedian
- 1954: Torsten Persson, schwedischer Ökonom
- 1954: Dennis Talbot, australischer Boxer
- 1955: Volker Looman, deutscher Finanzanalytiker und Journalist
- 1955: Marie-Madeleine Mborantsuo, gabunische Juristin und Präsidentin des Verfassungsgerichts
- 1955: Rubén Silva, bolivianisch-polnischer Dirigent
- 1956: Roberto Calderoli, italienischer Politiker
- 1956: Bob Latta, US-amerikanischer Politiker
- 1956: Eric Roberts, US-amerikanischer Schauspieler
- 1957: Marc Duez, belgischer Autorennfahrer
- 1957ː Fuensanta Nieto, spanische Architektin
- 1957: John Hartshorne, britischer Autorennfahrer
- 1958: Shaibu Amodu, nigerianischer Fußballtrainer
- 1958: Paula Gopee-Scoon, trinidadische Politikerin
- 1959: Norihiko Akagi, japanischer Politiker
- 1960: Đurđa Adlešič, kroatische Politikerin
- 1960: Sonja A. Buholzer, Schweizer Wirtschaftsreferentin und Autorin

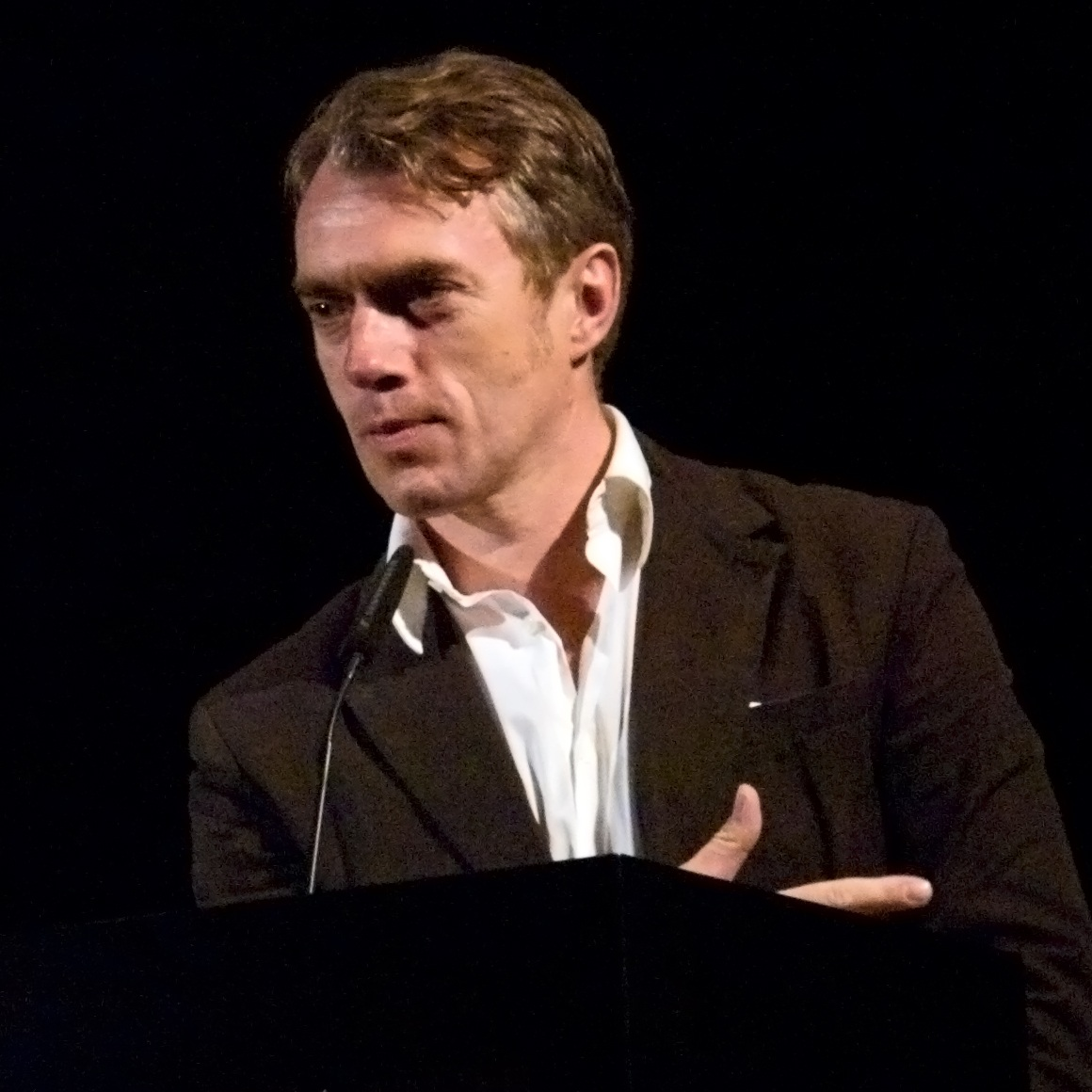
Neo Rauch (* 1960)

- 1960: Neo Rauch, deutscher Maler (Neue Leipziger Schule)
- 1960: Matthias Schubert, deutscher Jazzmusiker
- 1960: Olena Schupijewa-Wjasowa, ukrainische Langstreckenläuferin
- 1961: Élisabeth Borne, französische Managerin, Premierministerin
- 1961: Franco Cesarini, Schweizer Komponist und Dirigent
- 1961: Jane Leeves, britische Schauspielerin
- 1962: Arno Abler, österreichischer Politiker
- 1962ː Carme Pigem Barceló, spanisch-katalanische Architektin
- 1962: William N. Watson, englischer Schachspieler
- 1963: Siegfried Nagl, österreichischer Politiker (ÖVP)
- 1963: Steffen Kampeter, deutscher Politiker, MdB
- 1963: Thomas Kristl, deutscher Fußballspieler und -trainer
- 1963: Mike Mangini, US-amerikanischer Schlagzeuger
- 1963: Marion Mathoi, österreichische Schauspielerin
- 1963: Conan O’Brien, US-amerikanischer Komiker und Showmaster
- 1964: Skadi Walter, deutsche Eisschnellläuferin
- 1964: Zazie, französische Popsängerin
- 1965: Liz Aronsohn, US-amerikanische Badmintonspielerin
- 1965: Andreas Schaad, Schweizer Nordischer Kombinierer
- 1966: Ulrike Banniza, deutsche Juristin
- 1966: Lidia Borda, argentinische Tangosängerin
- 1966: Trine Hattestad, norwegische Leichtathletin
- 1966: Manfred Schwabl, deutscher Fußballspieler
- 1966: Catrin Striebeck, deutsche Schauspielerin

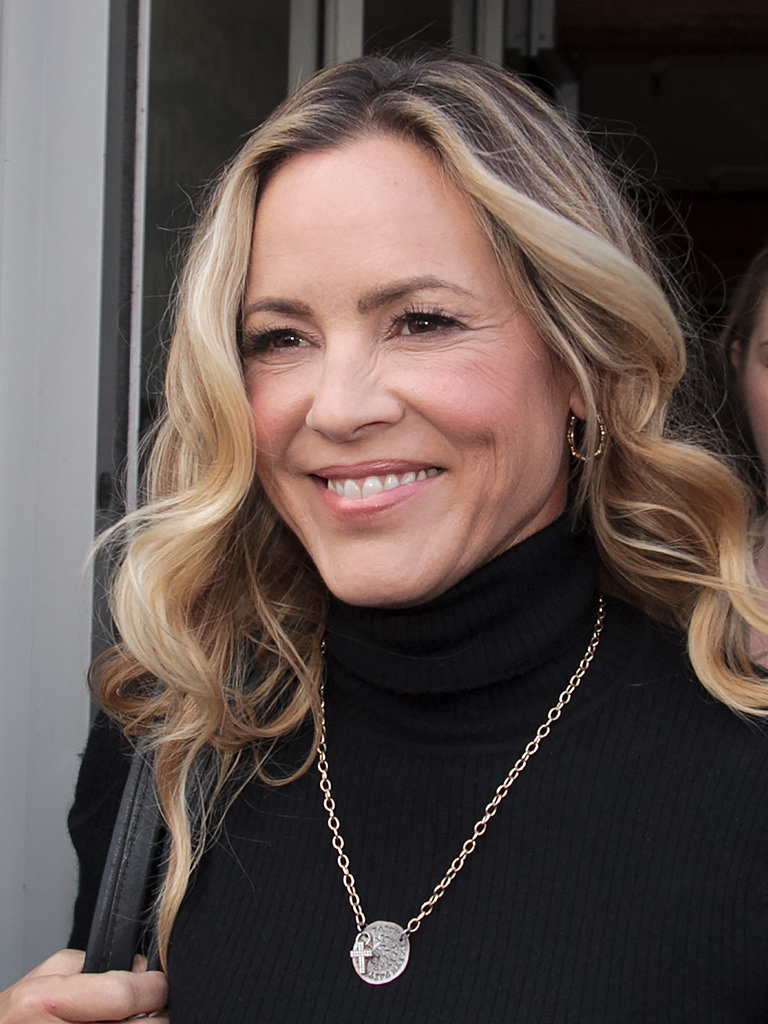
Maria Bello (* 1967)

- 1967: Maria Bello, US-amerikanische Schauspielerin
- 1967: Daniel Sodenkamp, deutscher Politiker
- 1968: Thomas Eder, österreichischer Literaturwissenschaftler
- 1968: Ilana Goldschmidt, deutsche Filmeditorin
- 1968: David Hewlett, kanadischer Schauspieler
- 1968: Sven Leonhardt, deutscher Nordischer Kombinierer
- 1968: Olga Wladimirowna Romasko, russische Biathletin
- 1969: Anja Greb, deutsche Taekwondo-Kämpferin, Inlinehockey- und Eishockeyspielerin
- 1969: Alexander Metzger, deutscher DJ und Musikproduzent
- 1969: Stefan Schwarz, schwedischer Fußballspieler
- 1969: Bettina Stucky, Schweizer Schauspielerin
- 1969: Robert Změlík, tschechischer Leichtathlet
- 1970: Wladimir Jurjewitsch Antipin, kasachischer Eishockeyspieler und -trainer

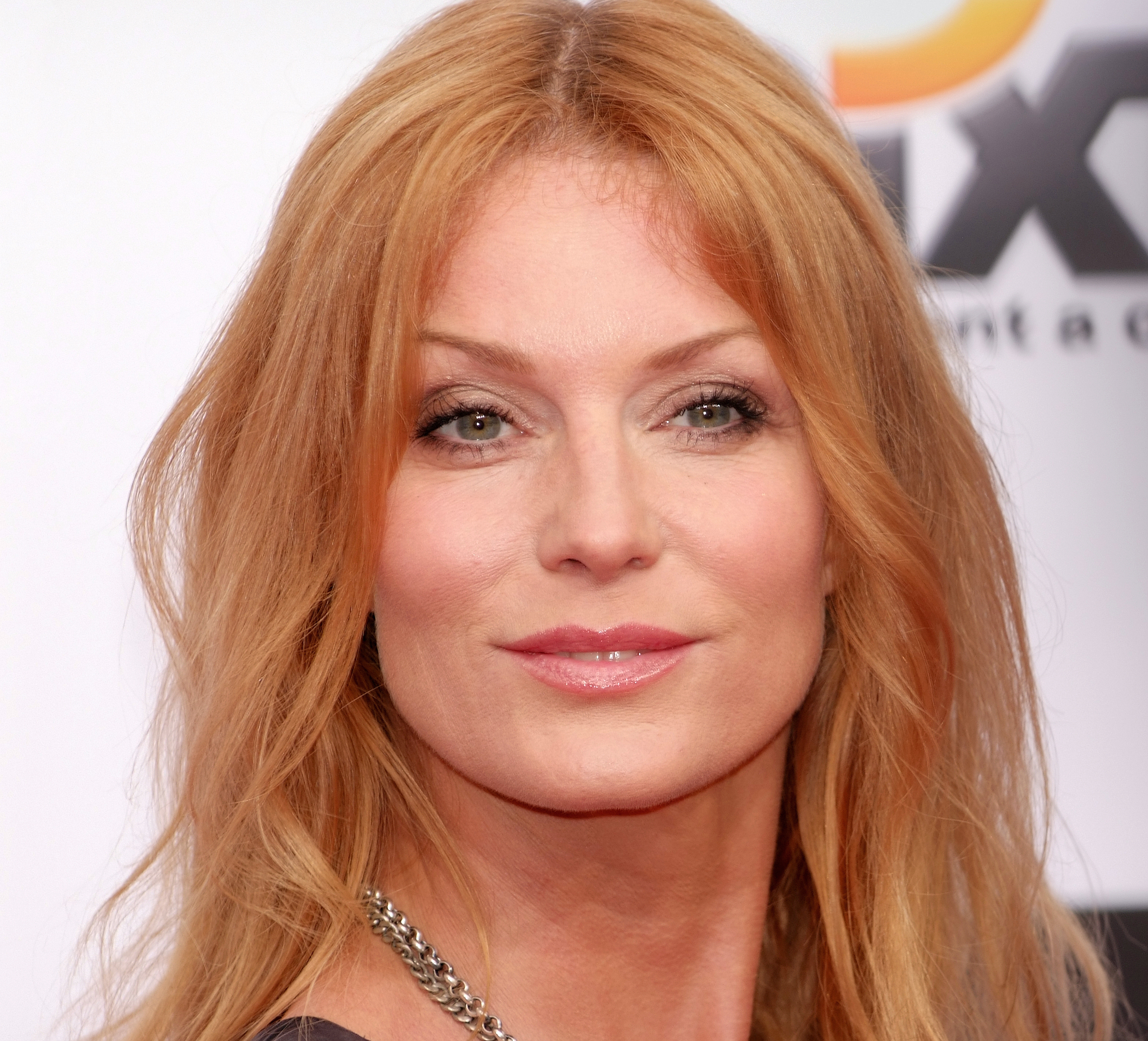
Esther Schweins (* 1970)

- 1970: Esther Schweins, deutsche Schauspielerin
- 1971: Stefan Schnoor, deutscher Fußballspieler
- 1971: David Tennant, britischer Schauspieler
- 1972: Lars Christiansen, dänischer Handballer
- 1972: Garry McCoy, australischer Motorradrennfahrer
- 1972: Tetje Mierendorf, deutscher Schauspieler und Musicalsänger
- 1972: Michael Rutter, britischer Motorradrennfahrer
- 1972: Gerhard Schick, deutscher Politiker
- 1972: Stefanie Schmid, deutsche Schauspielerin
- 1973: Ady, tunesisch-brasilianischer Fußballspieler
- 1973: Arnaud Beltrame, französischer Offizier der Gendarmerie
- 1973: Haile Gebrselassie, äthiopischer Laufsportler
- 1973: Luca Pirri, italienischer Autorennfahrer
- 1974: Arturo Di Napoli, italienischer Fußballspieler
- 1974: Mark Tremonti, US-amerikanischer Gitarrist
- 1975: GoonRock, US-amerikanischer Musikproduzent und Musiker

#### 1976–2000
- 1976: Rodrigo de la Serna, argentinischer Schauspieler
- 1976: Melissa Joan Hart, US-amerikanische Schauspielerin
- 1976: Kevin Rankin, US-amerikanischer Schauspieler
- 1977: Joakim Andersson, schwedischer Badmintonspieler
- 1977: Hassan El Fakiri, norwegischer Fußballspieler
- 1978: Helene Abusdal, norwegische Badmintonspielerin

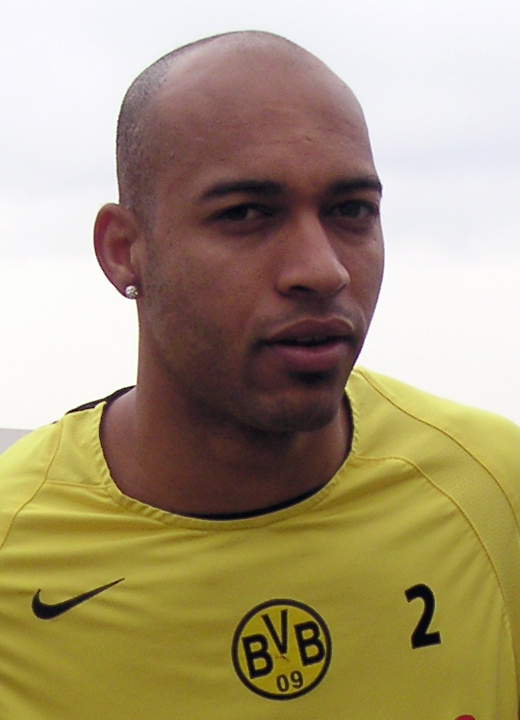
Dedê (* 1978)

- 1978: Dedê, brasilianisch-deutscher Fußballspieler
- 1978: Maxim Podoprigora, österreichischer Schwimmer
- 1979: Tomáš Abrahám, tschechischer Fußballspieler
- 1979: Anthony Davidson, britischer Automobilrennfahrer
- 1979: Peter Hümmeler, deutscher Filmregisseur
- 1979: Máiréad Nesbitt, irische Musikerin
- 1979: Pawina Thongsuk, thailändische Gewichtheberin
- 1979: Matthew Upson, englischer Fußballspieler
- 1980: Rabiu Afolabi, nigerianischer Fußballspieler
- 1980: Justin Amash, US-amerikanischer Politiker
- 1980: Yangzom Brauen, Schweizer Schauspielerin, Autorin und Regisseurin
- 1980: Isaak Dentler, deutscher Schauspieler und Sprecher
- 1980: Franz-David Fritzmeier, deutscher Eishockeyspieler und -trainer
- 1980: Martina Müller, deutsche Fußballspielerin
- 1981: Hannes Amesbauer, österreichischer Politiker

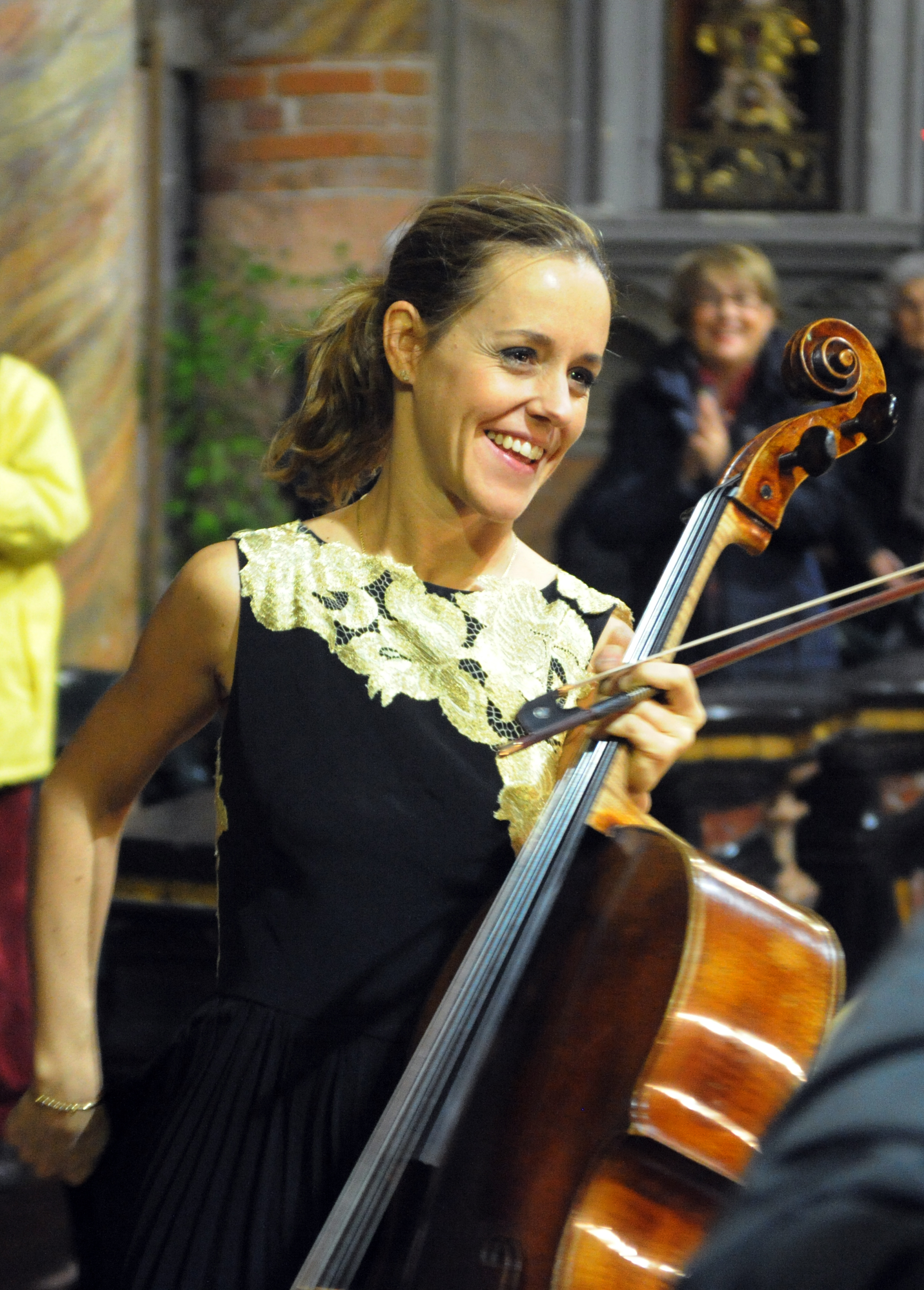
Sol Gabetta (* 1981)

- 1981: Sol Gabetta, argentinische Cellistin und Fernsehmoderatorin
- 1981: Maxim Iglinski, kasachischer Radrennfahrer
- 1981: Milan Jovanović, serbischer Fußballspieler
- 1981: Claudia Tonn, deutsche Siebenkämpferin und Weitspringerin
- 1982: Ibrahim Hassan al-Asiri, saudi-arabischer Terrorist
- 1982: Olaf Seegert, deutscher Handballspieler
- 1984: Franklin April, namibischer Fußballspieler
- 1984: Katherine Maher, US-amerikanische Managerin, Geschäftsführerin der Wikimedia Foundation
- 1984: Michael Muck, deutscher Radrennfahrer
- 1985: Melanie Kogler, österreichische Schauspielerin
- 1985: Karl Reindler, australischer Autorennfahrer
- 1985: Diane Willems, deutsch-belgische Schauspielerin
- 1985: Patrizia Wunderl, österreichische Schauspielerin und Kabarettistin
- 1986: Tina Bru, norwegische Politikerin
- 1986: Maurice Edu, US-amerikanischer Fußballspieler
- 1986: Thomas Merrill, US-amerikanischer Autorennfahrer
- 1986: René Villadsen, dänischer Handballspieler
- 1987: Matthew Anderson, US-amerikanischer Volleyballspieler
- 1987: Samantha Jade, australische Sängerin
- 1987: Sara Walzik, deutsche Handballspielerin
- 1988: Jurij Ajrapetjan, ukrainischer Schachmeister
- 1989: Bojan Bogdanović, kroatischer Basketballspieler
- 1989: Julie Machart, französische Fußballerin
- 1989: Jessica, US-amerikanische Sängerin
- 1989: Angelika Söder, deutsche Fußballschiedsrichterin
- 1990: Stefanie Mirlach, deutsche Fußballspielerin
- 1990: Wojciech Szczęsny, polnischer Fußballspieler
- 1992: Dzsenifer Marozsán, deutsche Fußballspielerin
- 1992: Corin Rüttimann, Schweizer Unihockeyspielerin
- 1994: Moisés Arias, US-amerikanischer Schauspieler
- 1994: Michael Gregoritsch, österreichischer Fußballspieler
- 1997: Lukas Boeder, deutscher Fußballspieler
- 1997: Micha Fehre, deutscher Politiker

### 21. Jahrhundert
- 2001: Tessniem Kadiri, deutsche Moderatorin
- 2003: Kai Fotheringham, schottischer Fußballspieler

## Gestorben

### Vor dem 17. Jahrhundert
- 0680: Muʿāwiya I., erster Umayyaden-Kalif
- 0796: Æthelred I., zweimaliger König von Northumbria
- 0850: Perfectus, Märtyrer von Córdoba
- 0963: Stephanos Lakapenos, byzantinischer Mitkaiser
- 1076: Beatrix von Lothringen, Markgräfin von Tuscien
- 1084: Friedrich I., Bischof von Münster
- 1118: Adelheid von Savona, Gräfin und Regentin von Sizilien und Königin von Jerusalem
- 1118: Wilhelm, Graf von Évreux
- 1143: Gertrud von Sachsen, Tochter Lothars III., Mutter von Heinrich dem Löwen
- 1161: Theobald von Bec, Erzbischof von Canterbury
- 1335: Luther von Braunschweig, Hochmeister des Deutschen Ordens
- 1426: Anna, Gemahlin von Herzog Friedrich von Braunschweig-Lüneburg, dem deutschen Gegenkönig
- 1504: Filippino Lippi, italienischer Maler
- 1519: Sibylle von Bayern, Kurfürstin von der Pfalz
- 1530: Franz Lambert von Avignon, evangelischer Theologe
- 1552: John Leland, englischer Geistlicher und Bibliothekar
- 1554: David Lyndsay, schottischer Dichter
- 1555: Polydor Vergil, italienischer Humanist
- 1566: Johann Draconites, deutscher Theologe, humanistischer Philosoph und Reformator
- 1567: Wilhelm von Grumbach, Ritter und Abenteurer

### 17. und 18. Jahrhundert

Barbe Acarie († 1618)

- 1618: Barbe Acarie, französische Karmelitin
- 1636: Julius Caesar, englischer Richter und königlicher Regierungsbeamter
- 1660: Susanna Lorántffy, Ehefrau des siebenbürgischen Fürsten Georg I. Rákóczi, Förderin der Reformation und Wohltäterin
- 1674: John Graunt, Wegbereiter der modernen Statistik
- 1679: Christian Hoffmann von Hoffmannswaldau, deutscher Schriftsteller
- 1684: Gonzales Coques, flämischer Maler
- 1689: George Jeffreys, 1. Baron Jeffreys, englischer Lordkanzler und Lord Chief Justice in England und Wales
- 1690: Karl V., Herzog von Lothringen, österreichischer Feldherr
- 1694: William Douglas-Hamilton, Duke of Hamilton, schottischer Adliger
- 1701: Heinrich, Fürst von Nassau-Dillenburg
- 1701: Joachim Bartholomäus Meyer, deutscher Bibliothekar und Kirchenlieddichter
- 1712: Louisa Maria Theresa Stuart, schottische Prinzessin
- 1713: Dorothea Maria von Sachsen-Gotha-Altenburg, Herzogin von Sachsen-Meiningen
- 1718: Michael Wening, bayerischer Kupferstecher
- 1724ː Sophia Leopoldina von Hessen-Wanfried, Gräfin von Hohenlohe-Bartenstein
- 1726: Henriette Amalie von Anhalt-Dessau, Fürstin von Nassau-Dietz
- 1727: Matthias Steinl, österreichischer Architekt und Bildhauer
- 1732: Franz Ludwig von Pfalz-Neuburg, Fürstbischof von Breslau, Erzbischof von Trier, Erzbischof von Mainz und Bischof von Worms sowie Hochmeister des Deutschen Ordens
- 1733: Lothar Franz Walter, österreichischer Orgelbauer
- 1737: Abraham von Kreta, Katholikos von Etschmiadsin der Armenisch-Apostolischen Kirche
- 1738: Johann Reinhard Rus, deutscher orientalischer Philologe, Gräzist und evangelischer Theologe
- 1739: Wolfgang Sigismund von Orsini-Rosenberg, Landeshauptmann von Kärnten
- 1745: Francesco Venturini, deutscher Komponist und Violinist
- 1756: Anna Adelheit Catharina von Bartensleben, deutsche Reichsgräfin
- 1758: Lorenz Heister, deutscher Botaniker und Anatom
- 1763: Franz Anton Bustelli, Bildhauer und Modellierer
- 1765: Joachim Christian Friedrich von Itzenplitz, preußischer Generalmajor
- 1771: Johann Emanuel Schweinefleisch, deutscher Orgelbauer
- 1773: Friedrich von Ahlefeldt, dänischer Offizier und Gutsherr
- 1776: Johann Joseph von Khevenhüller-Metsch, Diplomat der Habsburgermonarchie
- 1793: Franz Xaver Christoph, österreichischer Orgelbauer

### 19. Jahrhundert

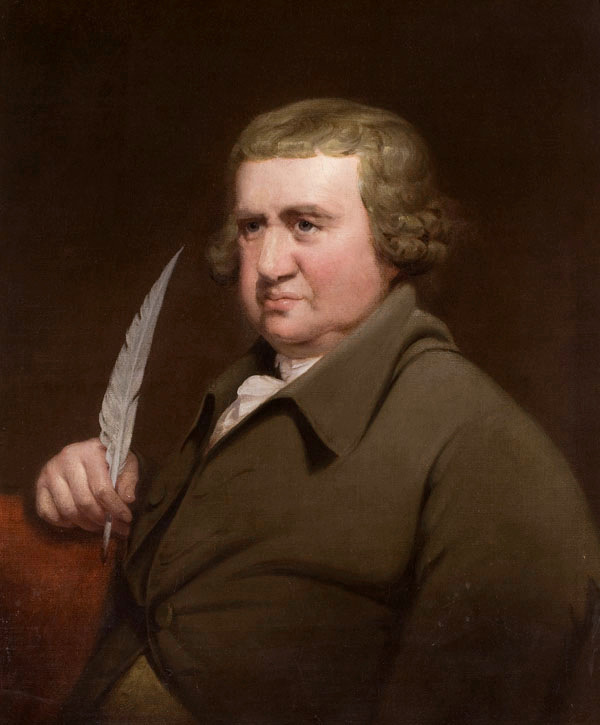
Erasmus Darwin († 1802)

- 1802: Erasmus Darwin, britischer Dichter, Wissenschaftler und Arzt
- 1818: Ernst Christian Trapp, erster deutscher Inhaber eines Lehrstuhls für Pädagogik
- 1825: Adeodatus Babik, erster Generalabt der Mechitaristen in Wien
- 1829: Friedrich Casimir Elias Eichler von Auritz, deutscher Offizier
- 1840: Johann Heinrich Fuhr, deutscher Kaufmann
- 1845: Nicolas-Théodore de Saussure, Schweizer Naturforscher
- 1849: Carlo Rossi, italienisch-russischer Architekt
- 1851: Christian Friedrich Nasse, deutscher Psychiater
- 1854: Joseph Elsner, deutsch-polnischer Komponist
- 1855: Jean-Baptiste Isabey, französischer Maler
- 1856: Joseph Menter, deutscher Violoncellist und Musikpädagoge
- 1859: Heinrich Friedrich von Arnim-Heinrichsdorff-Werbelow, preußischer Staatsmann
- 1861: Joseph Augenstein, Politiker und badischer Abgeordneter
- 1861: August Neithardt, deutscher Komponist
- 1864: Carl Klinke, preußischer Soldat (Pionier)
- 1865: Léon Dufour, französischer Arzt und Naturforscher
- 1870: Georg von Borries senior, deutscher Rittergutsbesitzer, Regierungsbeamter und Abgeordneter

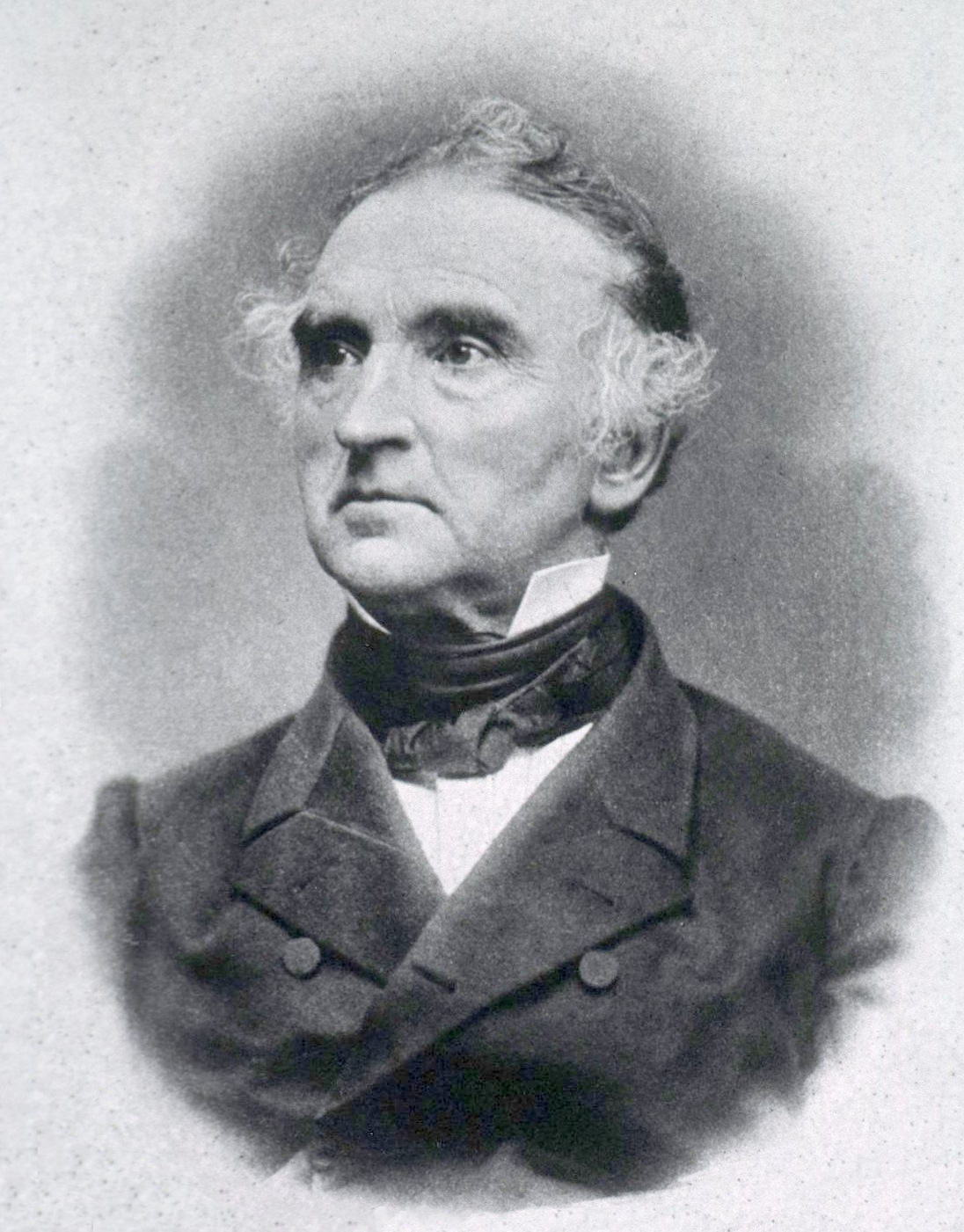
Justus Liebig († 1873)

- 1873: Justus von Liebig, deutscher Chemiker
- 1877: Franz Hanfstaengl, deutscher Maler, Lithograph und Fotograf
- 1880: Adolf Aronheim, deutscher Jurist und Politiker
- 1880: Gerardus Johannes Mulder niederländischer Mediziner, Pharmakologe, Chemiker und gilt als Entdecker des Proteins
- 1881: Max Maria von Weber, sächsischer Eisenbahndirektor und Eisenbahningenieur
- 1882: Louis Gast, deutscher Kaufmann, Ehrenbürger von Wittenberg
- 1883: Édouard Albert Roche, französischer Mathematiker
- 1887: Alfred Adelmann von Adelmannsfelden, deutscher Offizier und Schriftsteller
- 1891: Auguste Bazille, französischer Organist und Komponist

Anna Bilińska († 1893)

- 1893: Anna Bilińska, polnische Malerin
- 1894ː Emilie Vollmöller, deutsche Vertreterin der christlichen Sozialethik und Sozialreformerin
- 1898: Gustave Moreau, französischer Maler des Symbolismus
- 1899: Lucia von Gelder, deutsche Malerin
- 1900: Rudolf Charousek, ungarischer Schachmeister

### 20. Jahrhundert

#### 1901–1950
- 1901: James Monroe Deems, US-amerikanischer Komponist und Brigadier-General im Sezessionskrieg
- 1902ː Louise Ranco, deutsche Sängerin (Sopran)
- 1905: Juan Valera, spanischer Dichter, Politiker und Diplomat
- 1913: Lester Frank Ward, US-amerikanischer Soziologe
- 1915: August von Schroeder, preußischer Generalmajor
- 1918: Wilhelm Kolb, deutscher sozialdemokratischer Politiker
- 1920: Fritz Hoffmann-La Roche, Gründer von Hoffmann-La Roche
- 1921: August Scherl, Berliner Großverleger
- 1924: Thomas Jefferson Strait, US-amerikanischer Politiker
- 1925: Stella Blandy, französische Schriftstellerin, Übersetzerin und Feministin
- 1926: Jan Szczepanik, polnischer Chemiker und Erfinder
- 1928; Henryk Melcer-Szczawiński, polnischer Pianist, Dirigent, Komponist und Musikpädagoge
- 1930: Joaquim Arcoverde de Albuquerque Cavalcanti, brasilianischer Geistlicher, Erzbischof von Rio de Janeiro
- 1931: Wilhelm Schneidewind, deutscher Agrikulturchemiker
- 1933: Srećko Albini (auch Felix Albini), kroatischer Komponist, Dirigent und Musikredakteur
- 1933: Albrecht von Graefe, deutscher Politiker
- 1934: August Amrhein, deutscher Geistlicher

Richard Lipinski († 1936)

- 1936: Richard Lipinski, deutscher Gewerkschafter, Politiker und Schriftsteller
- 1936: Ottorino Respighi, italienischer Komponist
- 1937: Julius Lauterbach, deutscher Kapitän und Marineoffizier
- 1938: Miguel Oquelí Bustillo, honduranischer Politiker und Vorsitzender der Regierungsjunta von 1907
- 1939: Ishbel Maria Hamilton-Gordon, britische Sozialreformerin und Frauenrechtlerin aus Schottland
- 1939: Matthew Nathan, britischer Offizier und Kolonialbeamter
- 1942: Leonid Iwanowitsch Kubbel, russischer Schachkomponist
- 1942: Gertrude Vanderbilt Whitney, US-amerikanische Mäzenin und Gründerin des Whitney Museum of American Art
- 1943: Isoroku Yamamoto, japanischer Großadmiral
- 1944: Hans Lachmann-Mosse, deutscher Verleger
- 1944ː Betty Ohmann, deutsche Journalistin, Holocaustopfer
- 1945: Richard Bernaschek, österreichischer Politiker, Widerstandskämpfer und Schutzbundführer
- 1945: John Ambrose Fleming, britischer Elektroingenieur und Physiker
- 1945: Alfred Freyberg, deutscher Landes- und Kommunalpolitiker
- 1945: Klaus Junge, deutscher Schachmeister
- 1945: Wilhelm Prinz zu Wied, 1914 Fürst von Albanien
- 1946: Franz Heinrich Achermann, Schweizer Geistlicher und Autor
- 1947: Benny Leonard, US-amerikanischer Boxer
- 1948: Erich Metzeltin, deutscher Eisenbahn-Ingenieur
- 1949: Leonard Bloomfield, US-amerikanischer Sprachwissenschaftler
- 1949: Paul Hoffmann, deutscher Unternehmer, Politiker und MdR im Nationalsozialismus
- 1949: Ulrich Salchow, schwedischer Eiskunstläufer
- 1950: Lazarus Goldschmidt, Orientalist
- 1950: Wilhelm Scharrelmann, deutscher Lehrer und Schriftsteller

#### 1951–2000

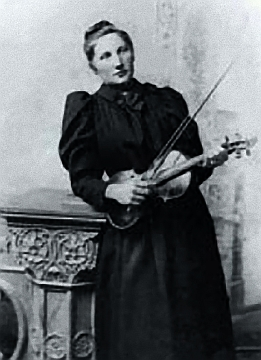
Christine Koch († 1951)

- 1951: Daisy Bates, irischstämmige australische Journalistin
- 1951: António Óscar de Fragoso Carmona, Präsident Portugals von 1926 bis 1951
- 1951ː Christine Koch, deutsche Mundartdichterin
- 1951: Arthur H. Vandenberg, US-amerikanischer Politiker
- 1952: CJ van Ledden Hulsebosch, niederländischer Apotheker, Chemiker und Kriminalist
- 1952: Agnes Smidt, deutsch-dänische Malerin
- 1953: David Farbstein, Schweizer Politiker
- 1954: Émile Marcelin, französischer Komponist

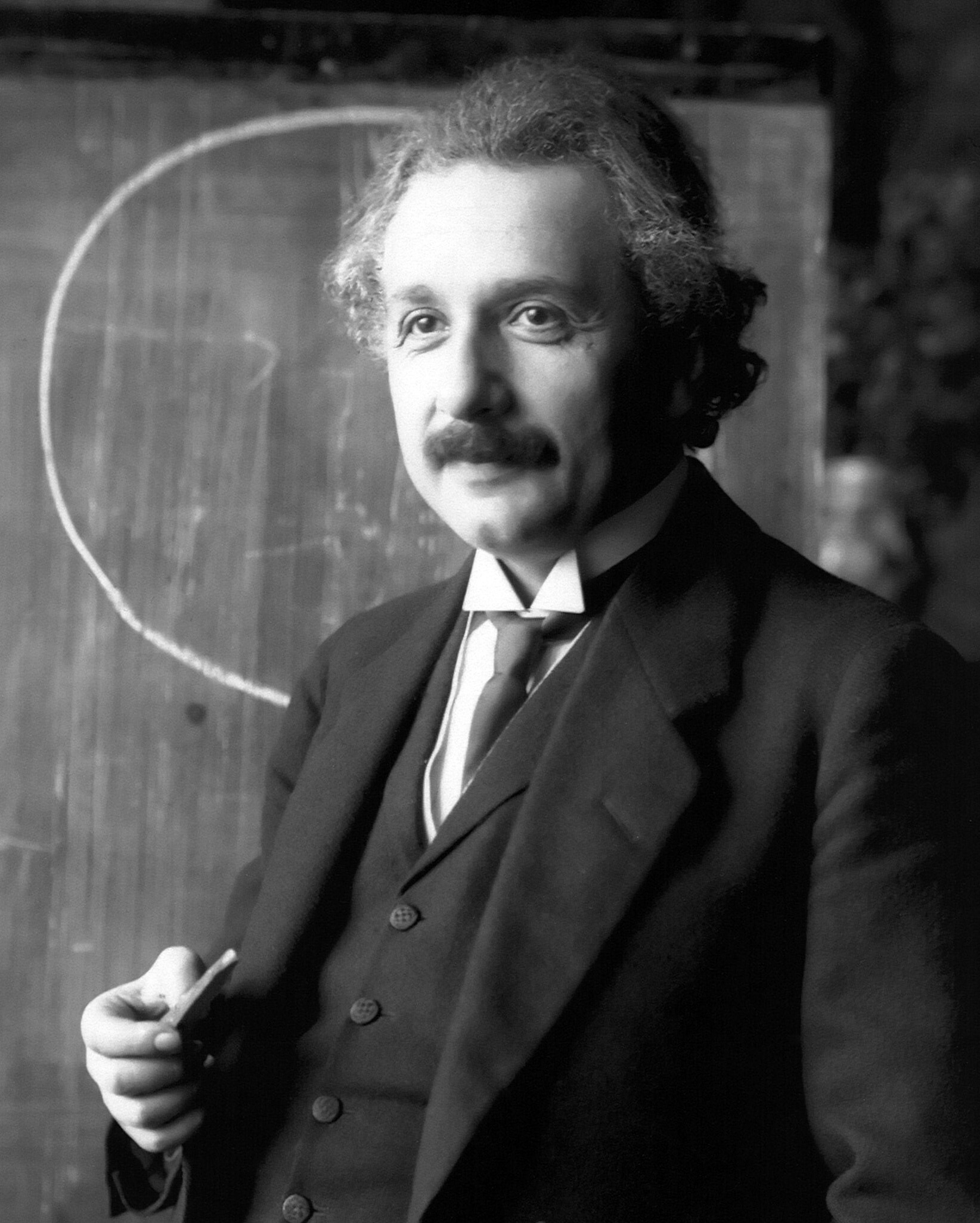
Albert Einstein († 1955)

- 1955: Albert Einstein, Physiker und Nobelpreisträger
- 1955: Martin Gumpert, deutsch-US-amerikanischer Mediziner und Schriftsteller
- 1957: Hélène Fleury-Roy, französische Komponistin
- 1957: Huug de Groot, niederländischer Fußballspieler
- 1957: Ben W. Hooper, US-amerikanischer Politiker
- 1958: William Joscelyn Arkell, britischer Geologe
- 1960: Joseph Antz, deutscher Pädagoge
- 1962: Jules Lecoutre, französischer Turner
- 1962: Ernst Pein, deutscher Unternehmer
- 1963: Adriaan Koonings, niederländischer Fußballspieler
- 1965: Wilhelm Arnoldi, deutscher Ministerialdirektor
- 1966: Mita von Ahlefeldt, deutsche Schauspielerin
- 1967: Otto Brües, deutscher Schriftsteller
- 1968: Heinrich Barlage, deutscher Politiker und MdB
- 1969: Thorsten Ehrig, deutscher Handballspieler
- 1970: Halfdan Bjølgerud, norwegischer Hochspringer
- 1970: Henri Stalter, französischer Autorennfahrer
- 1972: Gabriel Cusson, kanadischer Komponist und Musikpädagoge
- 1972: Louis Kukenheim, niederländischer Romanist
- 1972: Willi Lausen, deutscher Politiker
- 1974: Nicolae Buicliu, rumänischer Komponist und Musikpädagoge
- 1974: Betty Compson, US-amerikanische Schauspielerin

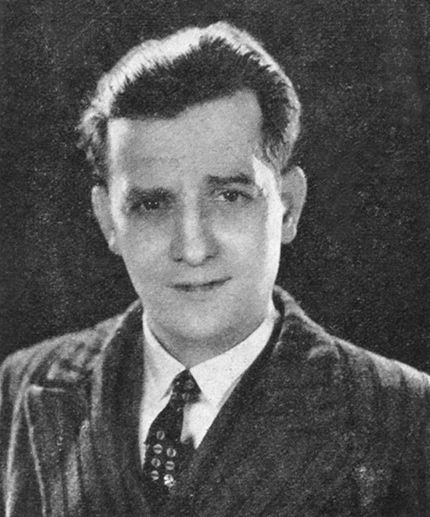
Marcel Pagnol († 1974)

- 1974: Marcel Pagnol, französischer Schriftsteller, Dramaturg und Regisseur
- 1982: Elisabeth Wilhelmine Johanna Bitterling-Wolters, deutsche Kunstmalerin
- 1984: Leopold Lindtberg, österreichischer Regisseur
- 1986: Antonio Lauro, venezolanischer Komponist und Gitarrist
- 1986: Heinrich Lehmann-Willenbrock, deutscher Kapitän
- 1988: Oktay Rifat, türkischer Schriftsteller und Jurist
- 1989: Adil Atan, türkischer Ringer
- 1989: Hilde Benjamin, deutsche Juristin, Justizministerin der DDR, Vorsitzende Richterin in Schauprozessen
- 1990: Bob Drake, US-amerikanischer Autorennfahrer
- 1991: Gabriel Celaya, spanischer Schriftsteller
- 1991: Heino Jürisalu, estnischer Komponist und Musikpädagoge
- 1991: Sture Nottorp, schwedischer Autorennfahrer
- 1993: Werner Pochath, österreichischer Schauspieler
- 1994: Anni Stolte, deutsche Schwimmerin
- 1995: Arturo Frondizi, argentinischer Politiker und Präsident
- 1995: Emil Landolt, Schweizer Politiker, Stadtpräsident von Zürich
- 1996: Bernard Edwards, US-amerikanischer Musiker, Musikproduzent und Songschreiber
- 1996: Piet Hein, dänischer Wissenschaftler, Erfinder und Literat
- 1997: Herbert Czaja, deutscher Politiker
- 1999: Gian-Carlo Rota, italienisch-US-amerikanischer Mathematiker
- 1999: István Vincze, ungarischer Mathematiker
- 2000ː Betty O’Hara, US-amerikanische Jazzmusikerin

### 21. Jahrhundert
- 2001: Billy Mitchell, US-amerikanischer Jazz-Saxophonist

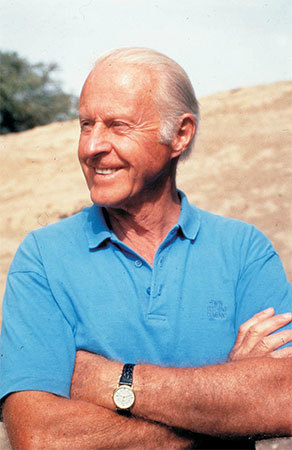
Thor Heyerdahl († 2002)

- 2002: Thor Heyerdahl, norwegischer Anthropologe und Abenteurer
- 2003: Rudolf Brunnenmeier, deutscher Fußballspieler
- 2003: Edgar F. Codd, US-amerikanischer Mathematiker
- 2003: Toni Hagen, Schweizer Geologe
- 2004ː Verena Dietrich, deutsche preisgekrönte Architektin und Feministin
- 2005: Clarence Gaines, US-amerikanischer College-Basketballtrainer
- 2005: Hinrich Schwenker, deutscher Handballspieler
- 2007: Marie Zimmermann, deutsche Dramaturgin und Intendantin
- 2009: Bruno Adams, australischer Sänger, Songwriter und Musiker
- 2011: Olubayo Adefemi, nigerianischer Fußballspieler
- 2011: Curt Meyer, deutscher Mathematiker

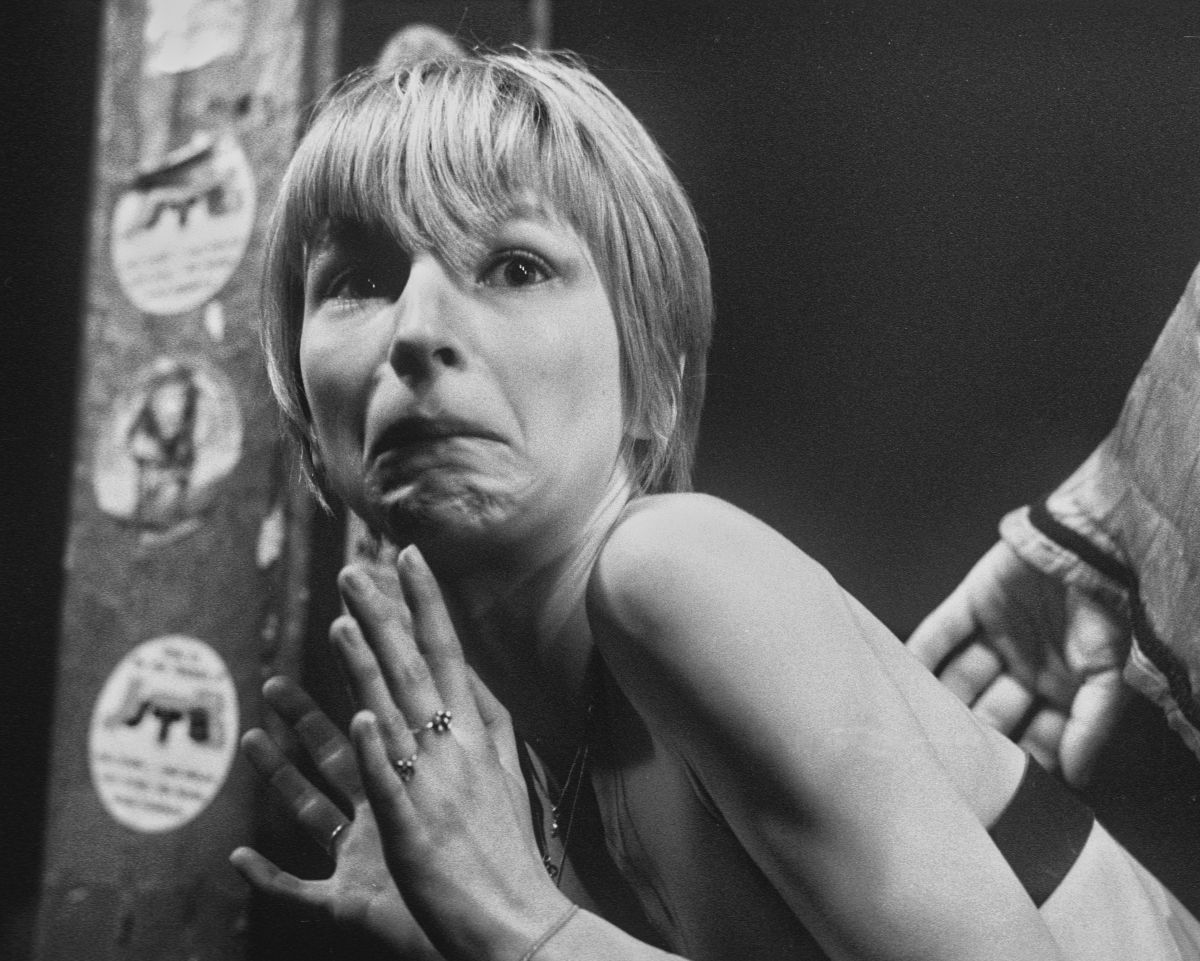
Stefanie Mühle († 2011)

- 2011: Stefanie Mühle, deutsche Schauspielerin
- 2012: José Cerviño Cerviño, spanischer Bischof
- 2012: Dick Clark, US-amerikanischer Moderator
- 2013: Hans-Joachim Walde, deutscher Leichtathlet
- 2013: Jacqueline Veuve, Schweizer Dokumentarfilmerin
- 2015: Giselbert Hoke, österreichischer Maler und Grafiker
- 2015: Erwin Waldner, deutscher Fußballspieler

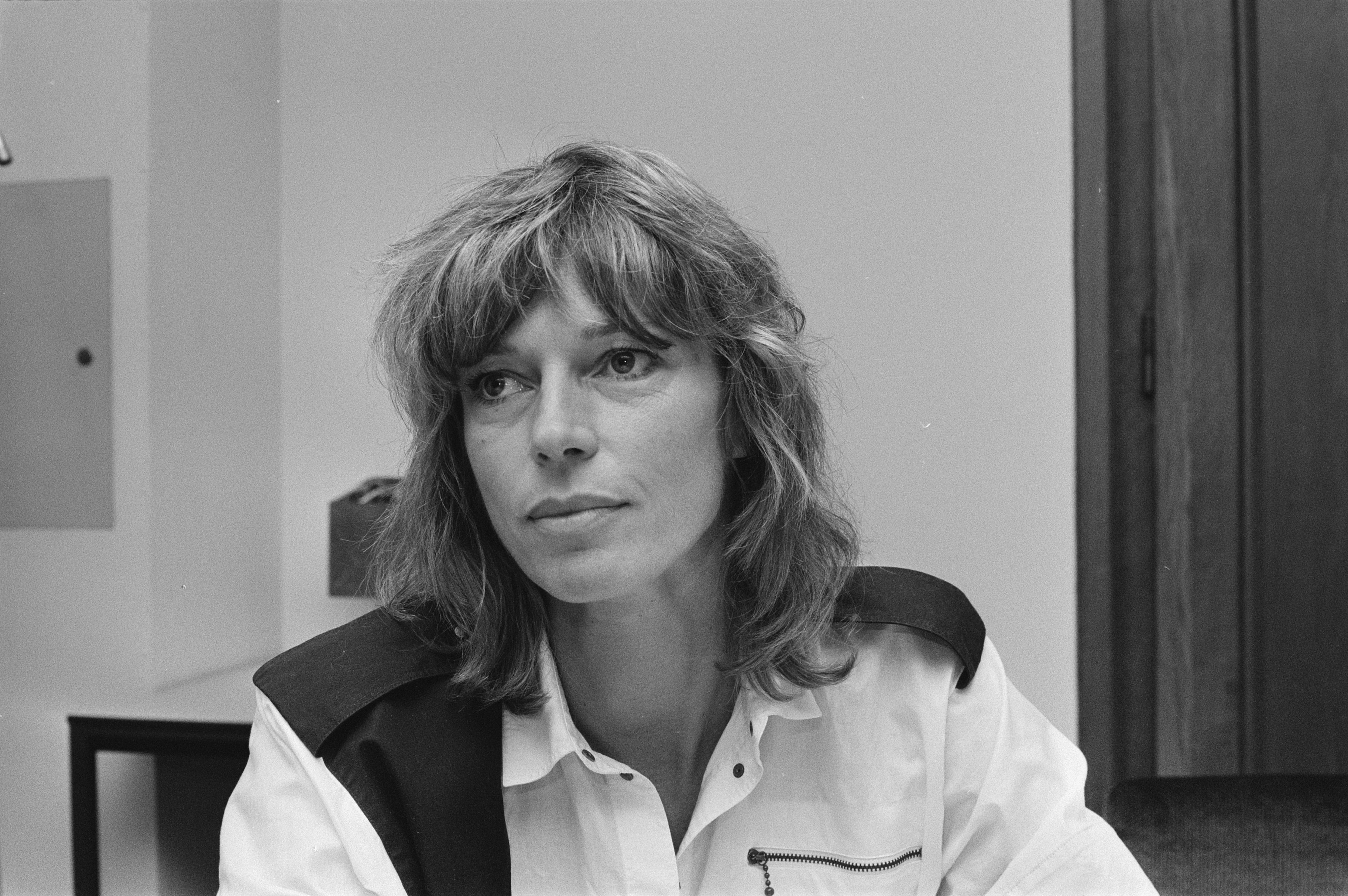
Cox Habbema († 2016)

- 2016: Cox Habbema, niederländische Schauspielerin
- 2016: Fritz Herkenrath, deutscher Fußballspieler
- 2017: Gustav Bubník, tschechoslowakischer Eishockeyspieler und -trainer
- 2017: Alexandre de Carvalho Kaneko, brasilianischer Fußballspieler und Unternehmer
- 2018: Andy Rihs, Schweizer Unternehmer
- 2018: Bruno Sammartino, italienischer Wrestler
- 2018: Max Weinberg, deutscher Künstler
- 2019: Lyra McKee, nordirische Journalistin
- 2020: Leon Boden, deutscher Schauspieler und Synchronsprecher
- 2020: Richard Wadani, österreichischer Deserteur der Wehrmacht und politischer Aktivist
- 2021: Anna Justice, deutsche Filmregisseurin und Drehbuchautorin
- 2021: Frank McCabe, US-amerikanischer Basketballspieler
- 2021: Alberth Papilaya, indonesischer Boxer
- 2021: Zdeněk Růžička, tschechoslowakischer Turner
- 2022: Lidija Alfejewa, sowjetische Weitspringerin
- 2022: Harrison Birtwistle, britischer Komponist
- 2022: Janez Matičič, slowenischer Komponist, Dirigent, Pianist und Hochschullehrer
- 2022: Seppo Nikkari, finnischer Leichtathlet
- 2022: Hermann Nitsch, österreichischer Aktionskünstler
- 2024: Mathilde Grünewald, deutsche Provinzialrömische Archäologin
- 2025: Christiane Brunner, Schweizer Politikerin
- 2025: Henning Glawatz, deutscher Brigadegeneral
- 2025ː Clodagh Rodgers, britische Sängerin

## Feier- und Gedenktage
- Kirchliche Gedenktage
  - Apollonius, römischer Märtyrer (evangelisch, der römisch-katholische Gedenktag ist am 21. April, der orthodoxe am 23. Juli)
  - Hl. Pusei, persischer Kuropalates und Märtyrer (römisch-katholisch, der evangelische Gedenktag ist am 9. März)
- Staatliche Feier- und Gedenktage
  - Simbabwe: Unabhängigkeit von Großbritannien (1980)

Weitere Einträge enthält die Liste von Gedenk- und Aktionstagen.